# Biserica Sfântul Ioan Botezătorul din Stamate

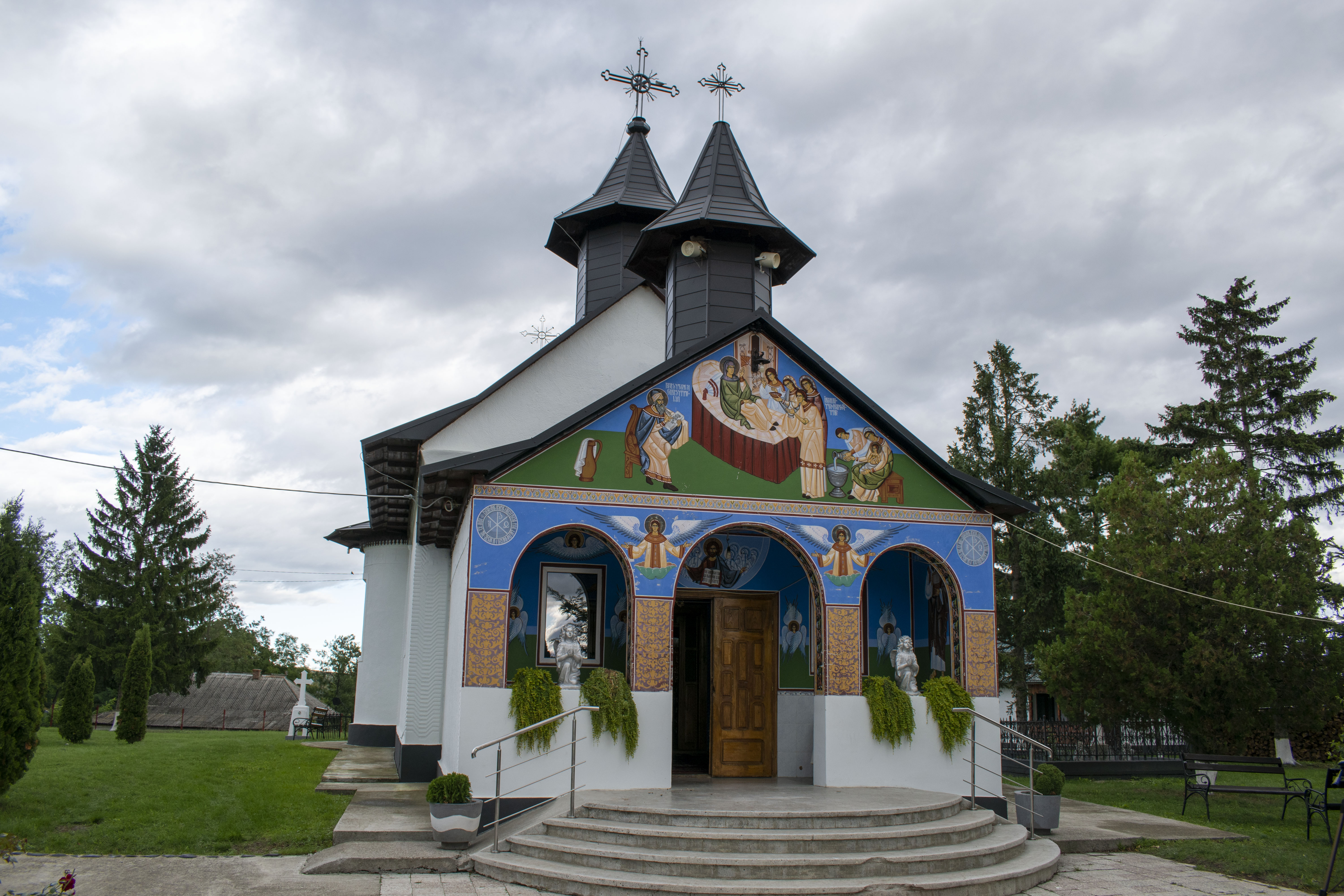
Biserica „Sfântul Ioan Botezătorul” din Stamate

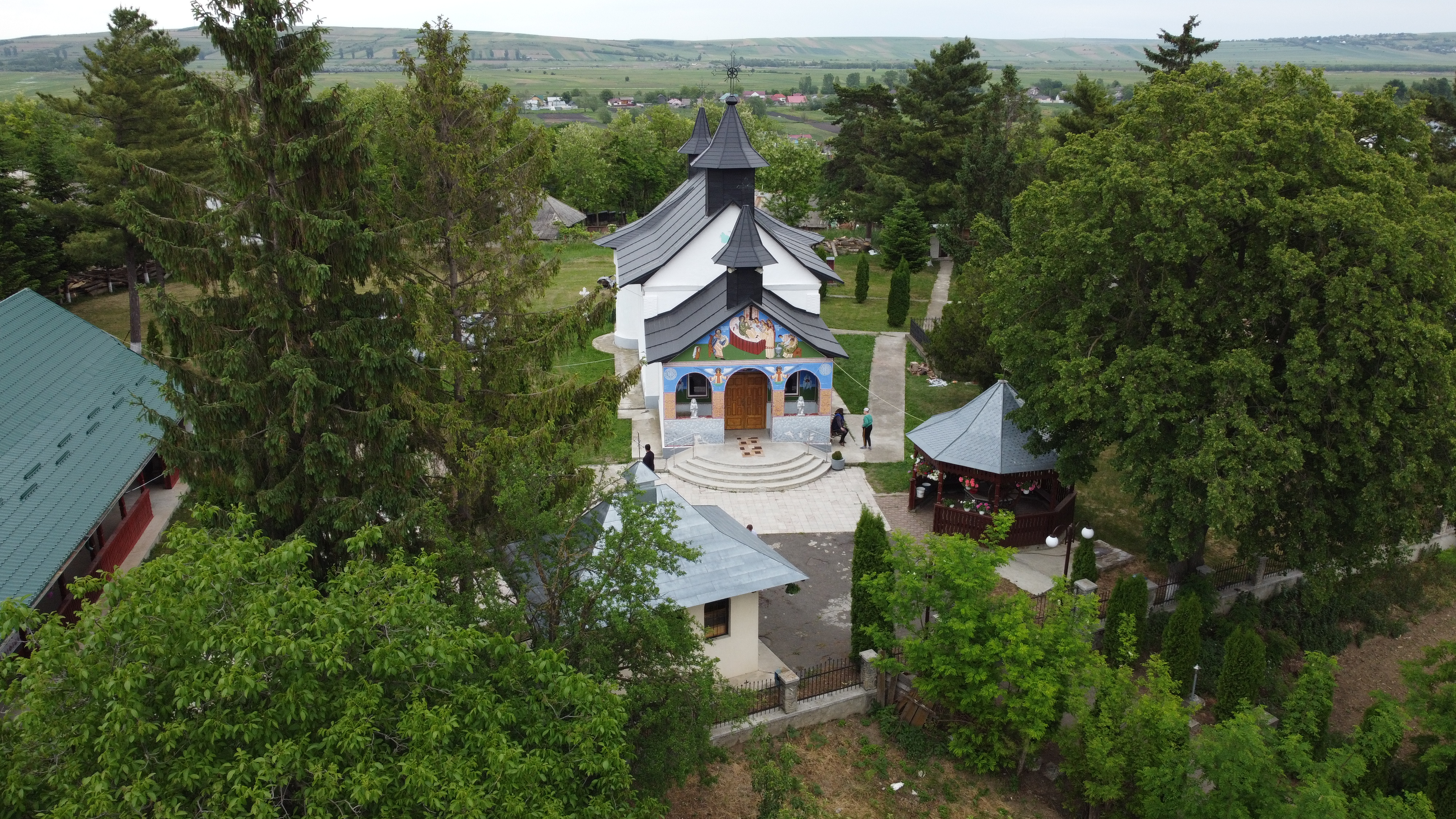
Biserica vazută de sus

Biserica „Sfântul Ioan Botezătorul” din Stamate este o biserică ortodoxă construită la mijlocul secolului al XIX-lea în satul Stamate din comuna Fântânele aflată în județul Suceava.

## Istoric
Odată cu extinderea satului Stamate dinspre domeniul Bălușenilor, dincolo de Valea Lacului, boierul Ștefan Stamate a construit o bisericuță de lemn, pe un teren de unde se vedea o panoramă foarte frumoasă a localității, construind în apropiere și o casă parohială.
După ce noul proprietar al moșiei a devenit boierul Costachi Miclescu, sătenii în frunte cu preotul Simion Simionescu au construit o biserică din cărămidă, cu temelia din piatră și au acoperit-o cu șindrilă. Bisericuța nu avea pod și nu era pictată în interior, pereții fiind doar văruiți. 
Costachi Miclescu, fiind rudă cu mitropolitul Calinic Miclescu al Moldovei, l-a adus pe vestitul pictor bisericesc Strejescu, care a pictat icoanele din catapeteasmă. Același boier a plătit pentru confecționarea celor cinci clopote și a cumpărat cărțile de cult. Moșia a fost vândută lui Iordache Ciolac, ginerele lui Beizadea Moruzzi. La rândul său, Iordache Ciolac a vândut moșia familiei Ghika din Dumbrăveni, apoi moșia a trecut pe rând în proprietatea frațiilor Samoil și Moise Casstiner și a lui Bogdan Ciomac. 
Pisania de la intrarea în biserică conține următoarea inscripție: 
„Ziditu-va acest Sfânt lăcaș cu hramul Sfântul Ioan Botezătorul între anii 1822 - 1862 de către doamna Maria Rosetti, în anul 1862, Ioan Cantacuzino o înzestrează cu catapeteasmă pictată și este sfințită de I.P.S. Mitropolitul Veniamin Costache. Între anii 1987 - 1988 în timpul păstoririi preafericitului patriarh al BOR Teoctist și a IPS Pimen Suceveanul, protopop fiind I.C. Ciubotaru Mandache, iar preot paroh Gliga Dumitru, acest sfânt lăcaș a fost tencuit in praf de piatră în exterior, iar interiorul împodobit cu pictură în tehnică frescă de pictorul Chelsoi Mircea și dotat cu iconostas și străni din stejar sculptat.”—Pisania Bisericii din Stamate
De atunci, la această biserică au slujit preoții Ioan Simionescu, Gheorghe Costiniuc, iar de la anul 1911 a venit aici preot Gh. Castiniu, care a reparat biserica în două rânduri în anul 1923 și anul 1938, cu sprijinul localnicilor. Același preot a construit și o casă parohială, cheltuind personal bani și muncă. Ulterior, succesor ipărintelui Gliga Dumitru în postul de preot paroh a fost Pr. Mihai Leucă. Din anul 2022 până în luna mai a anului 2025, parohia l-a avut ca preot paroh pe părintele Cosmin Chira, iar începând cu data de 1 iulie 2025 noul preot paroh este preotul Ciprian Florea. 

## Imagini

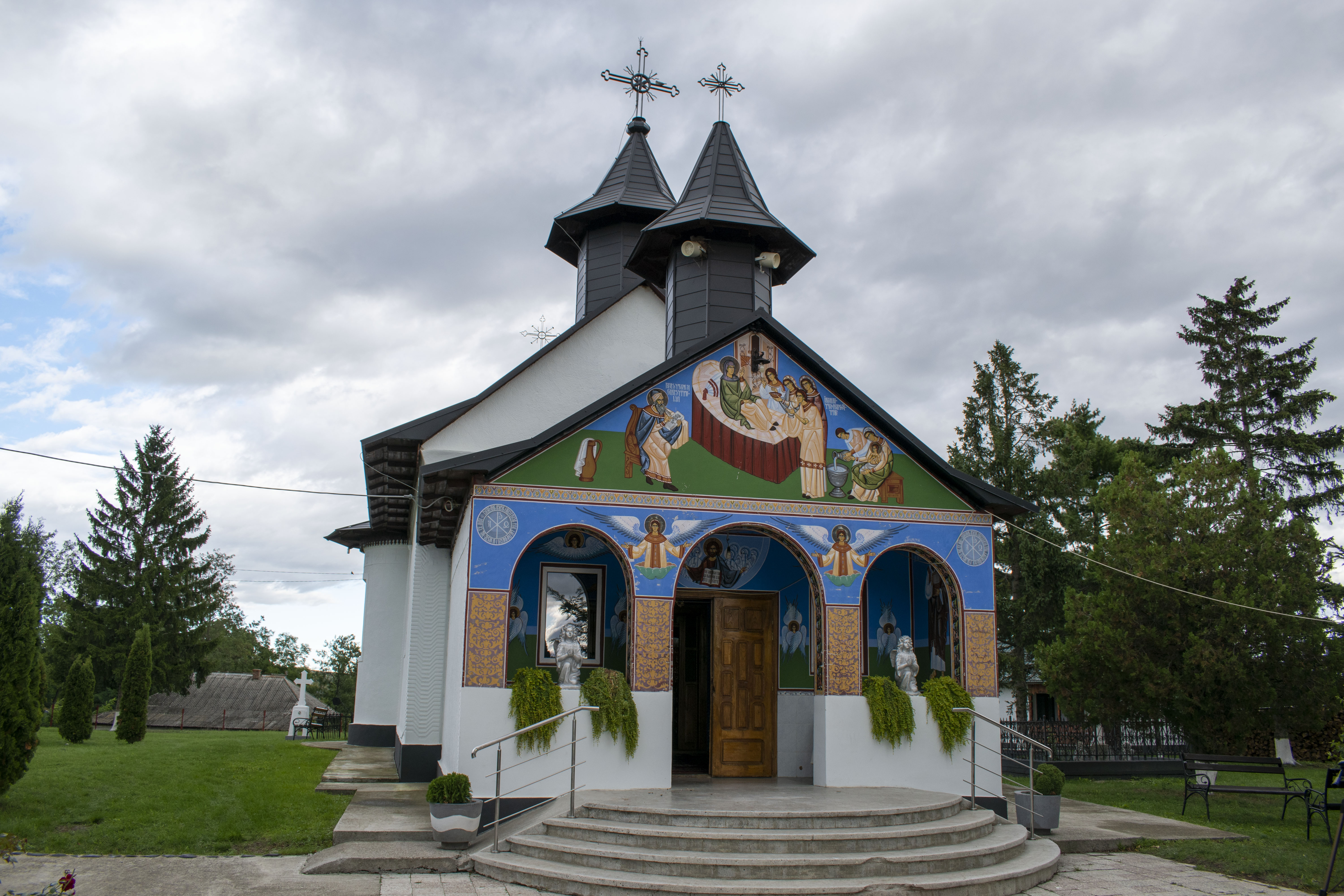
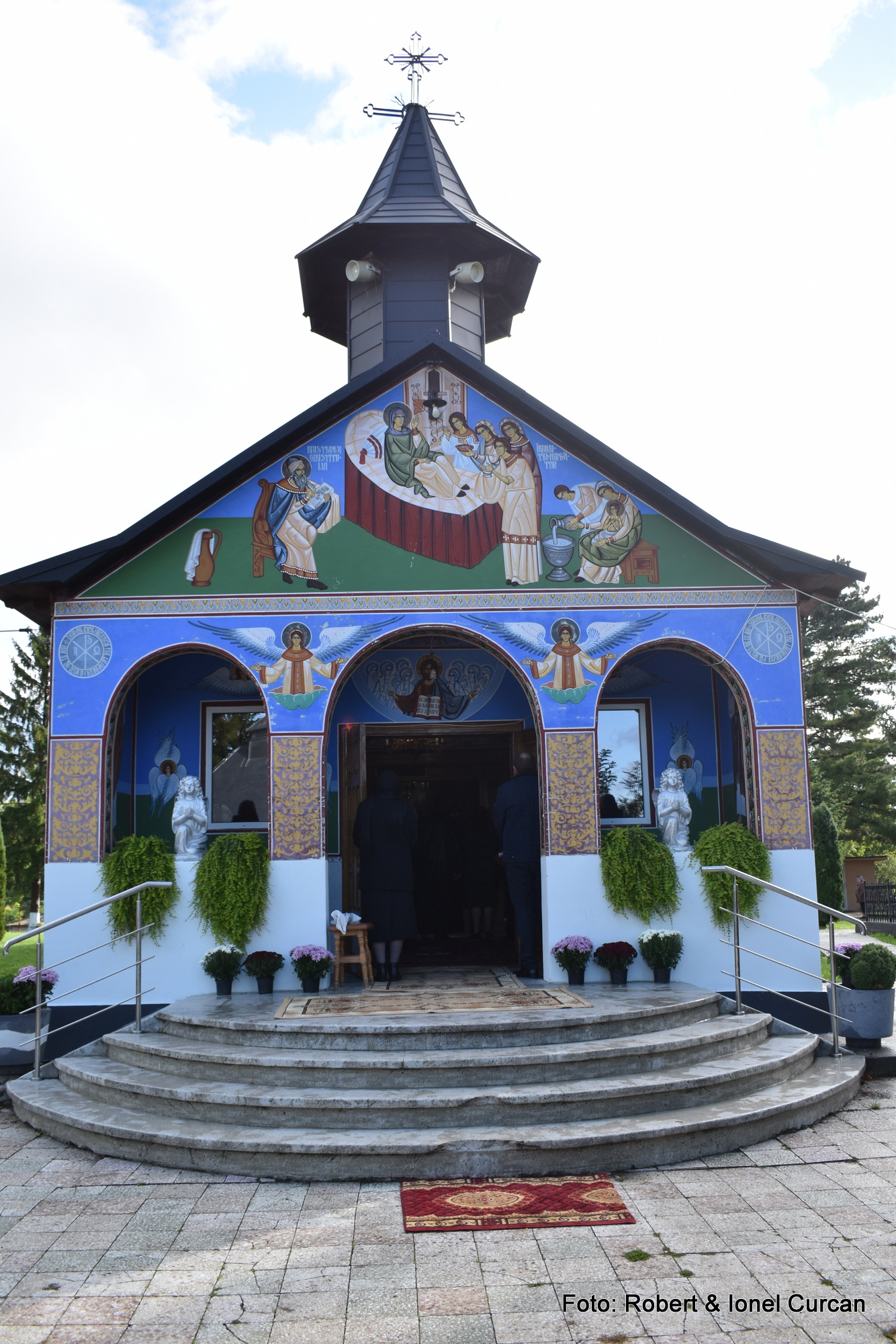
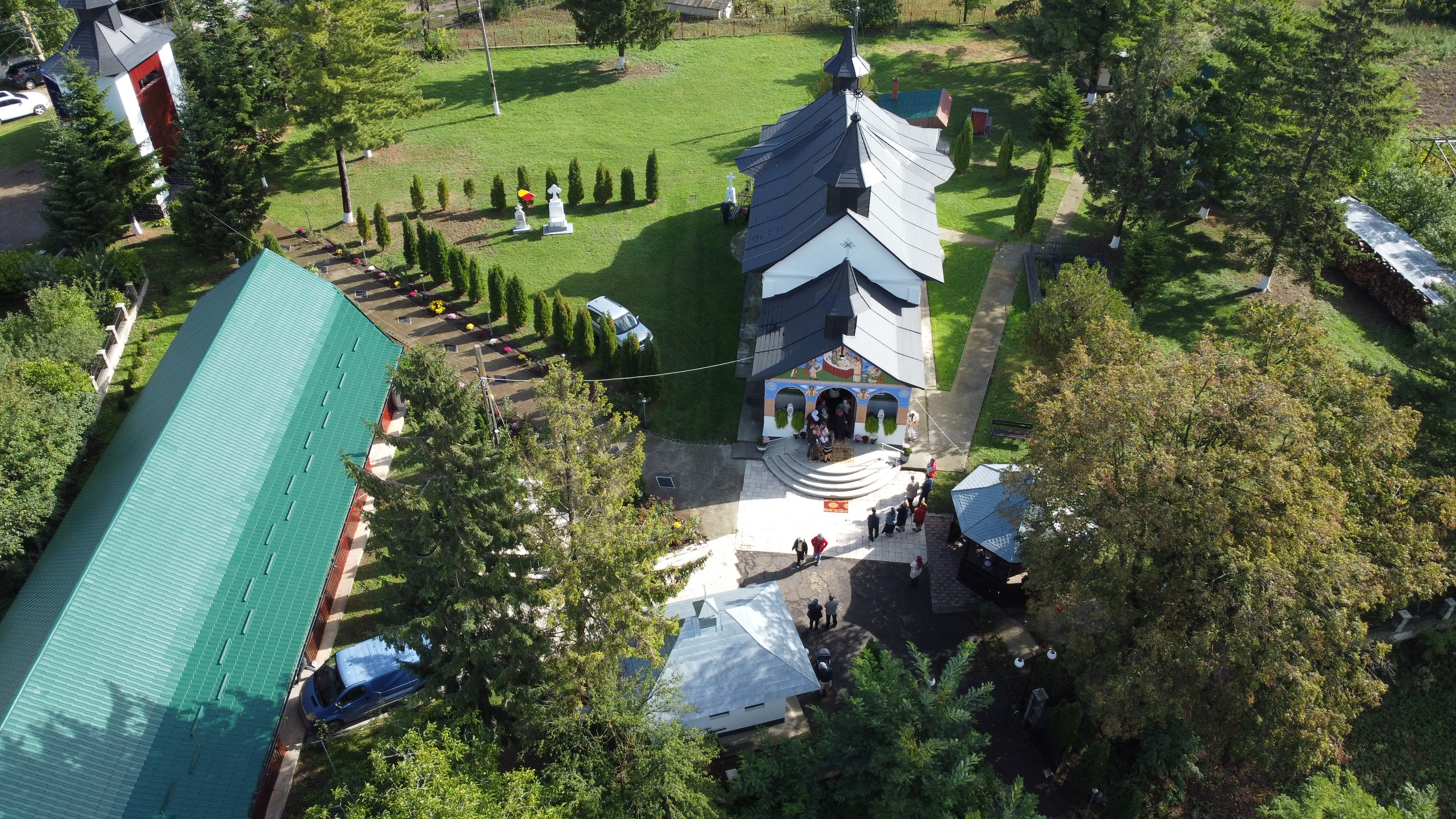
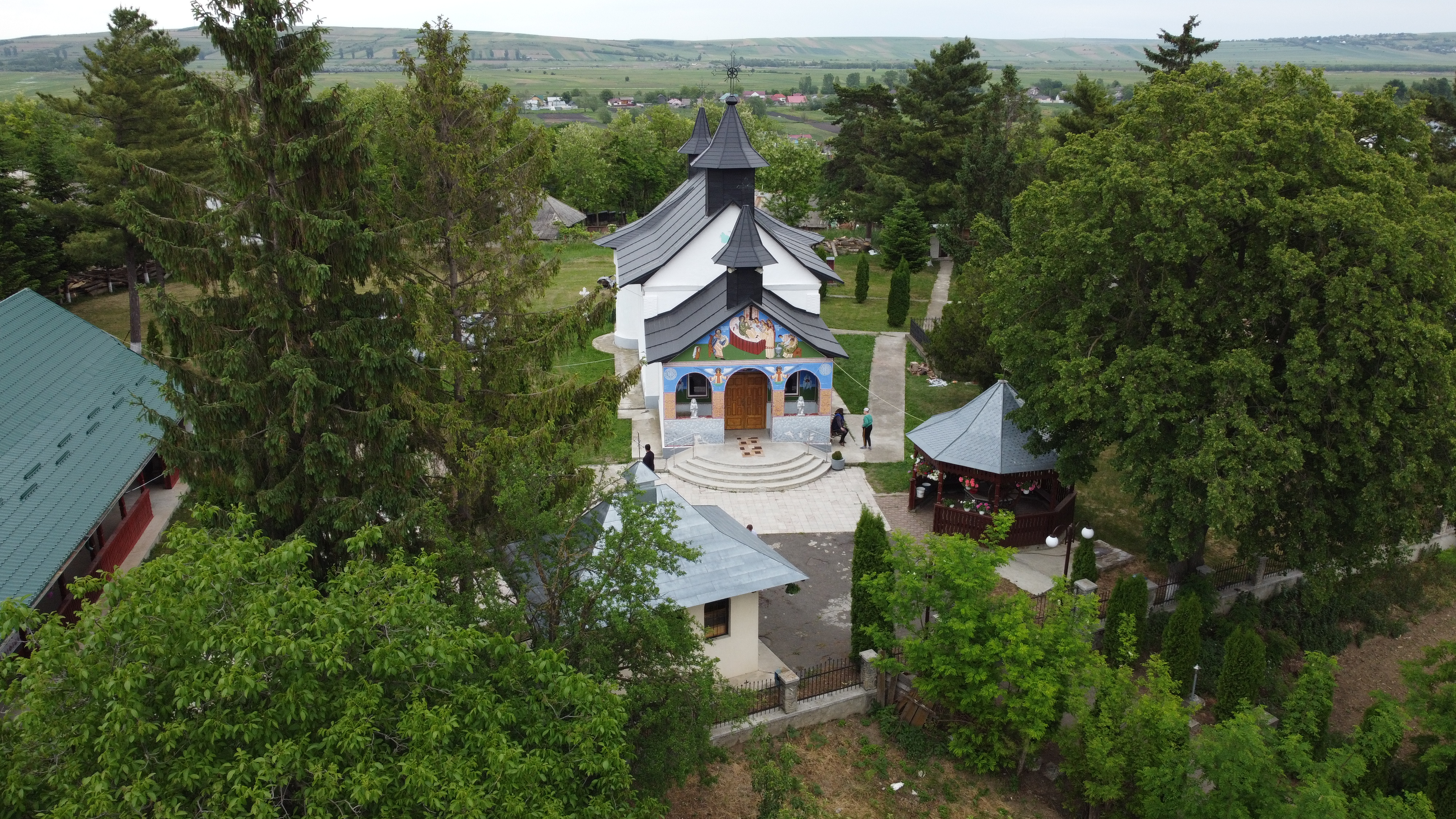
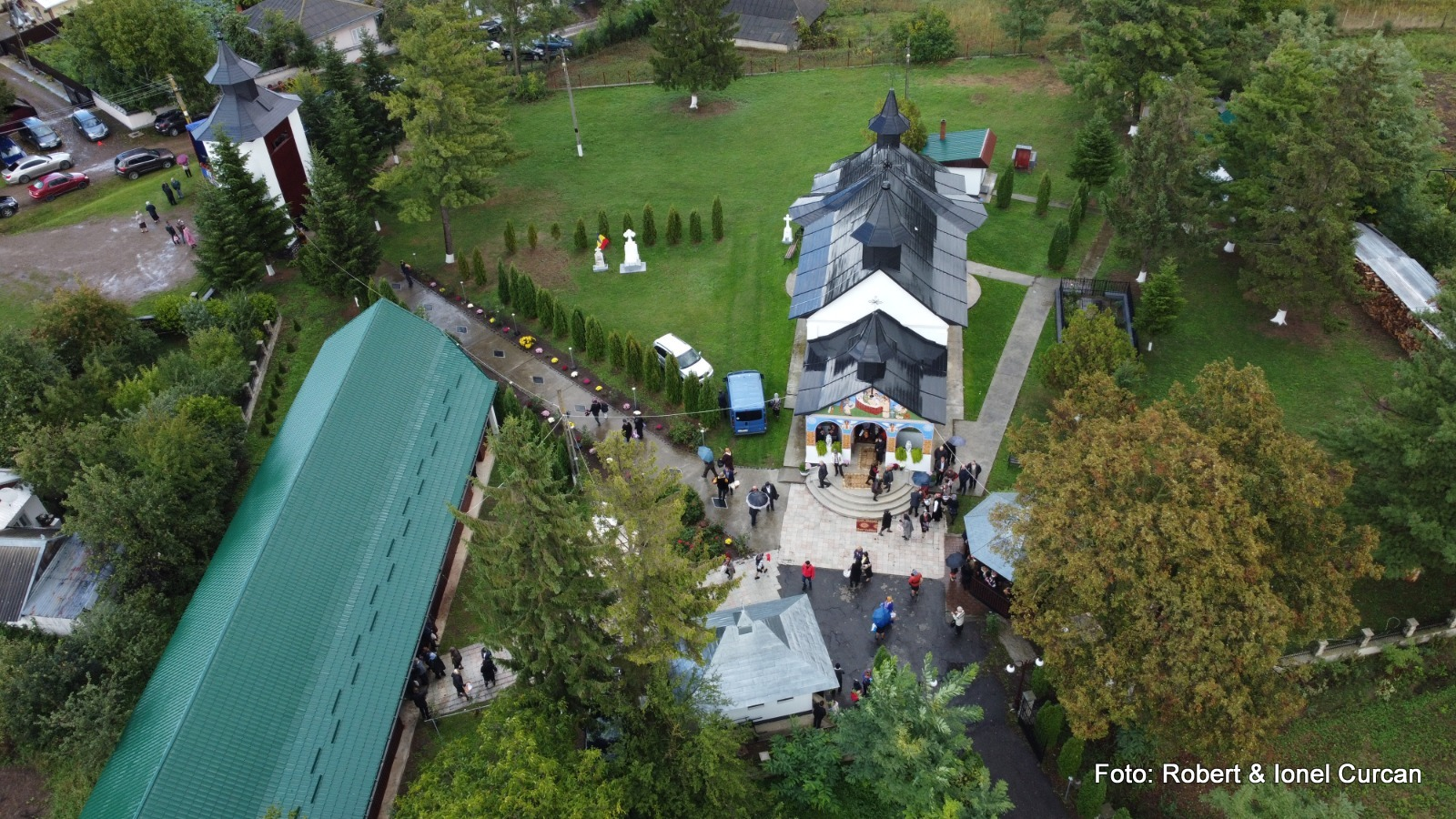
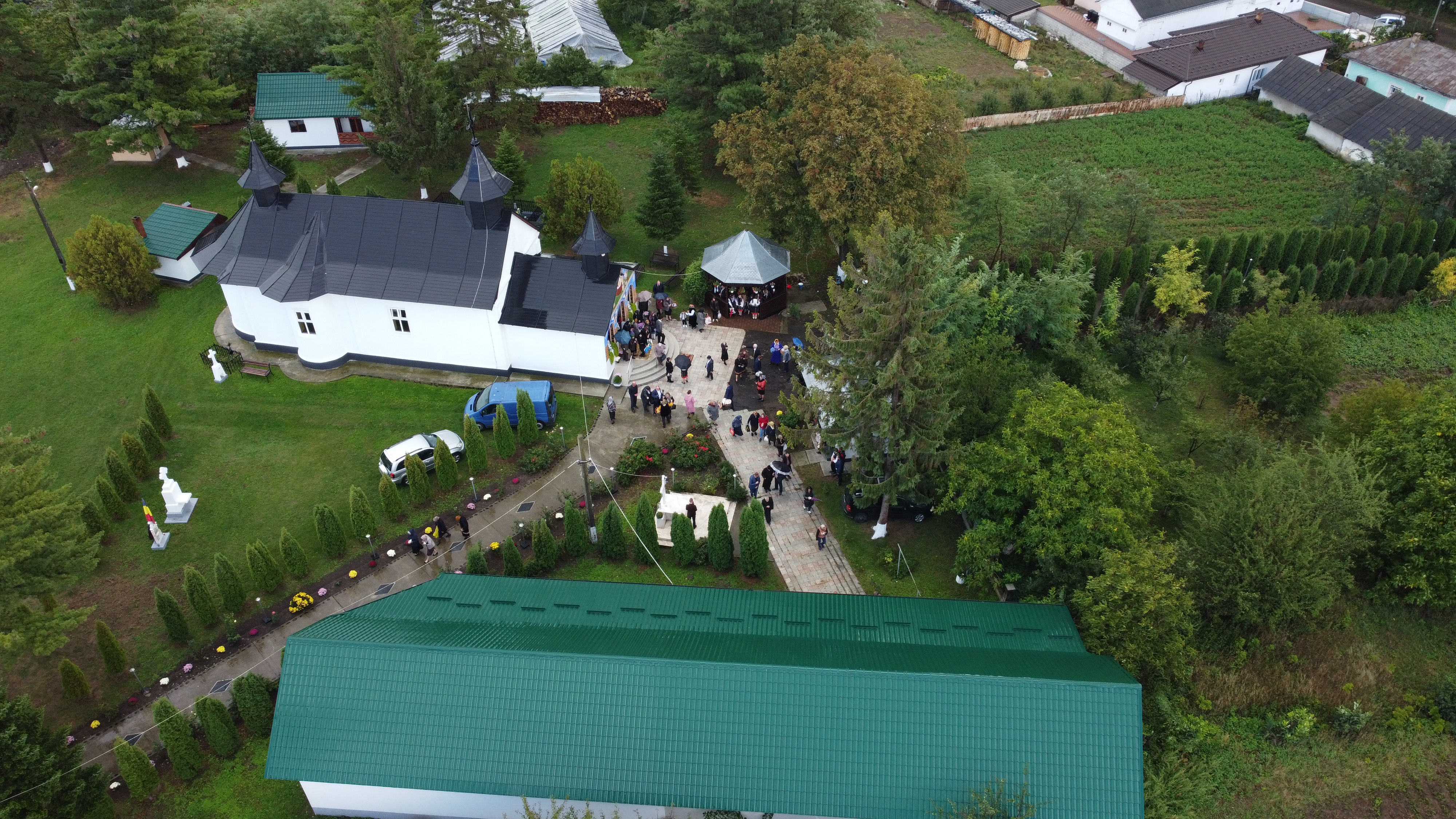
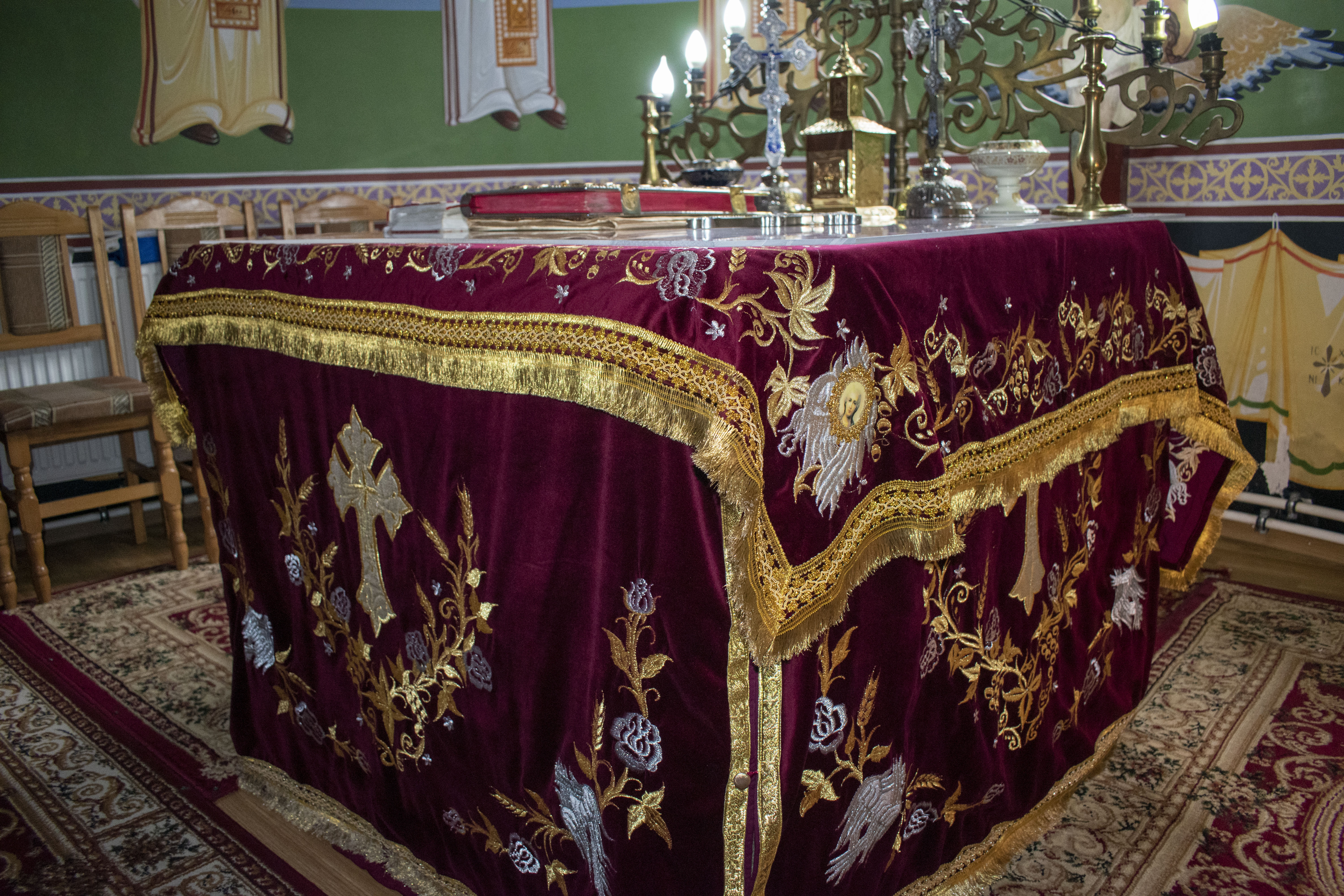
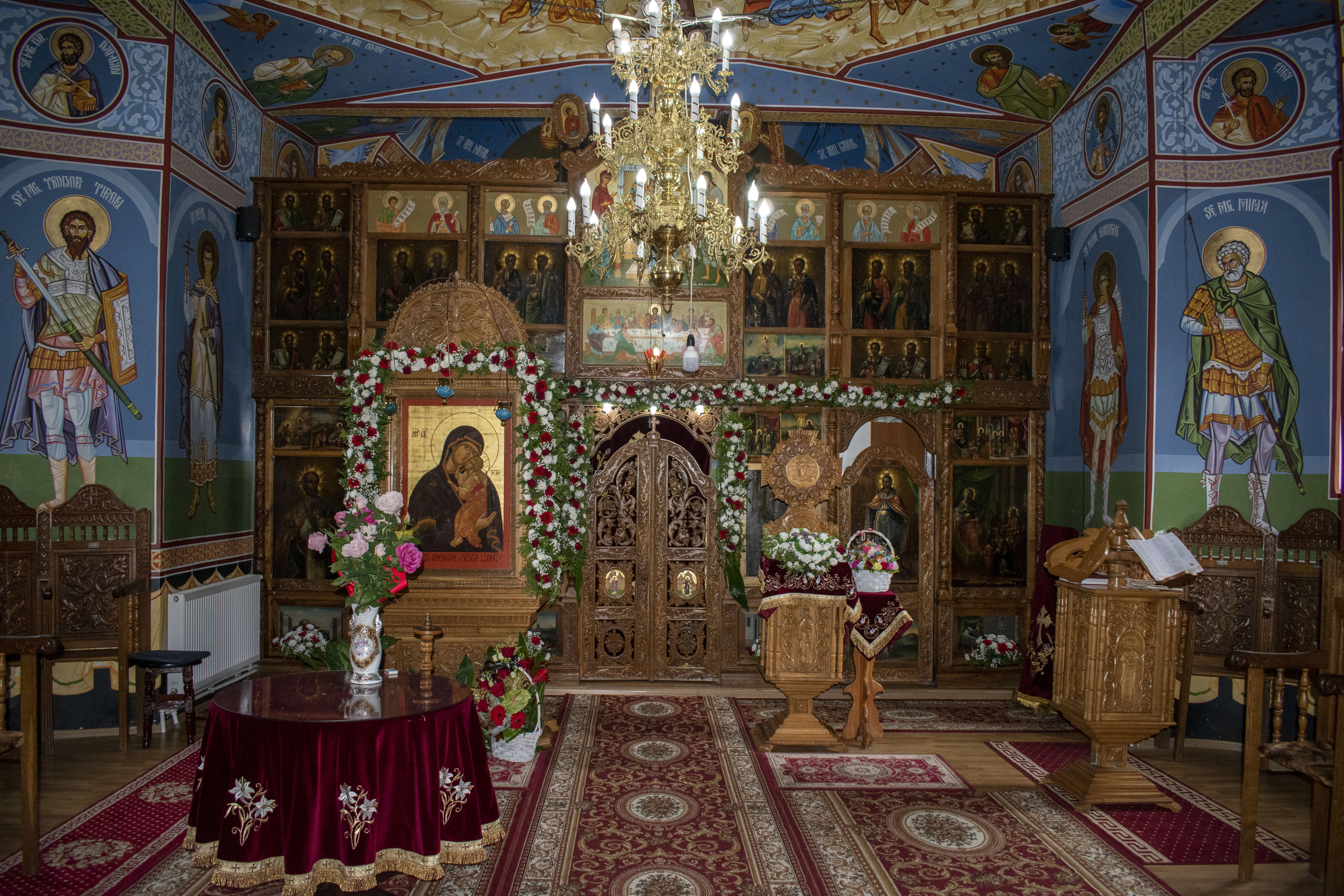
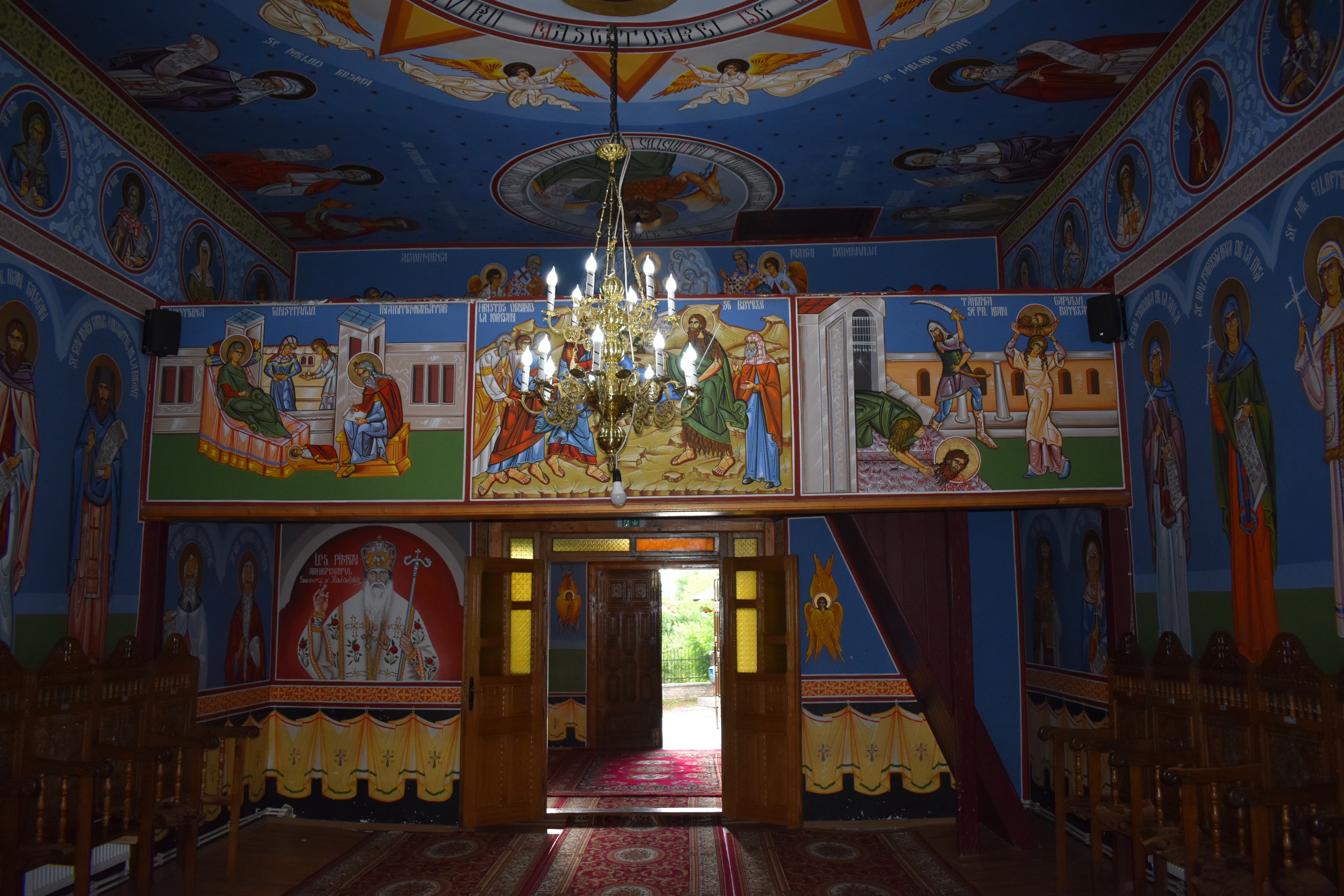
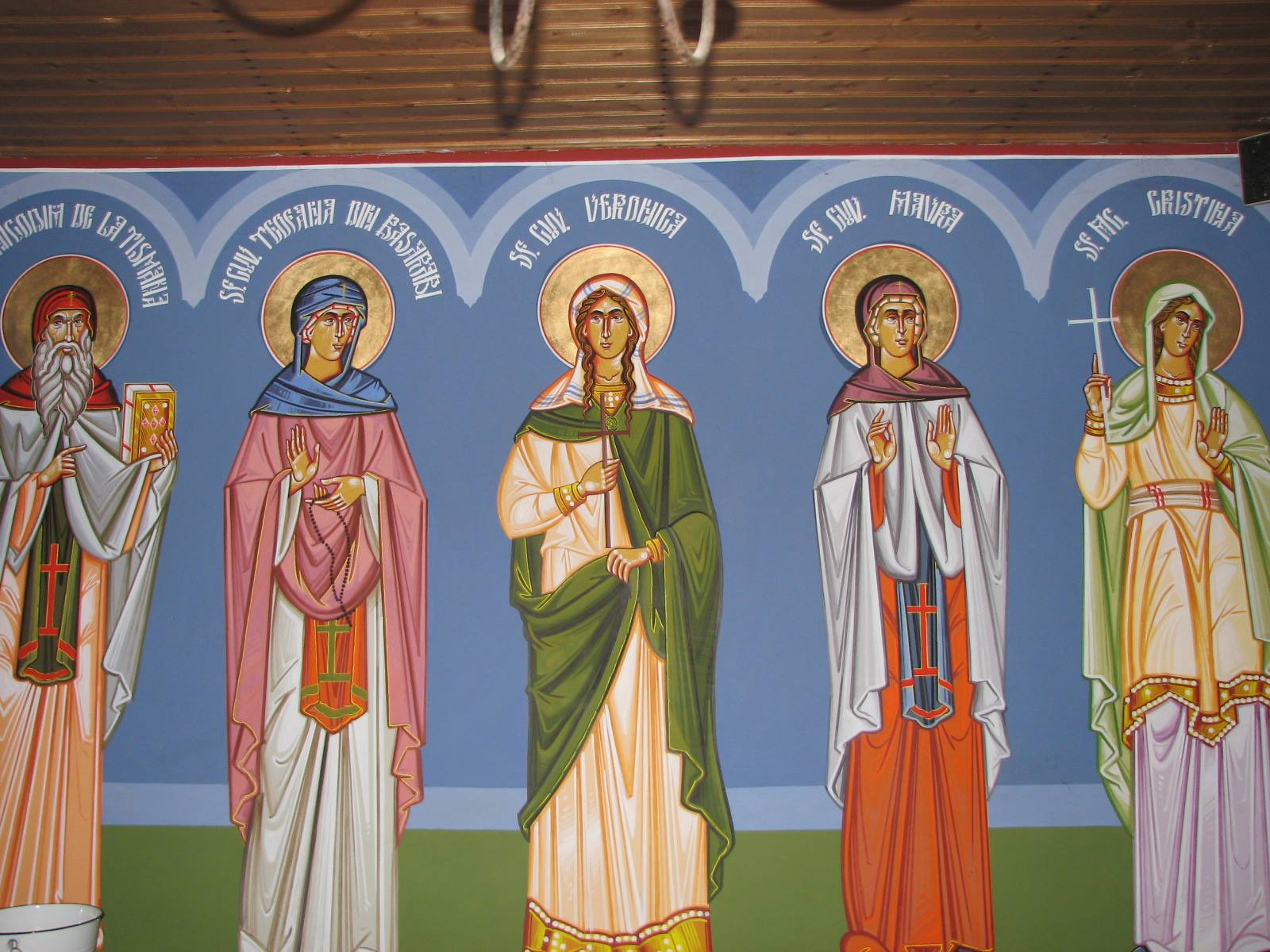
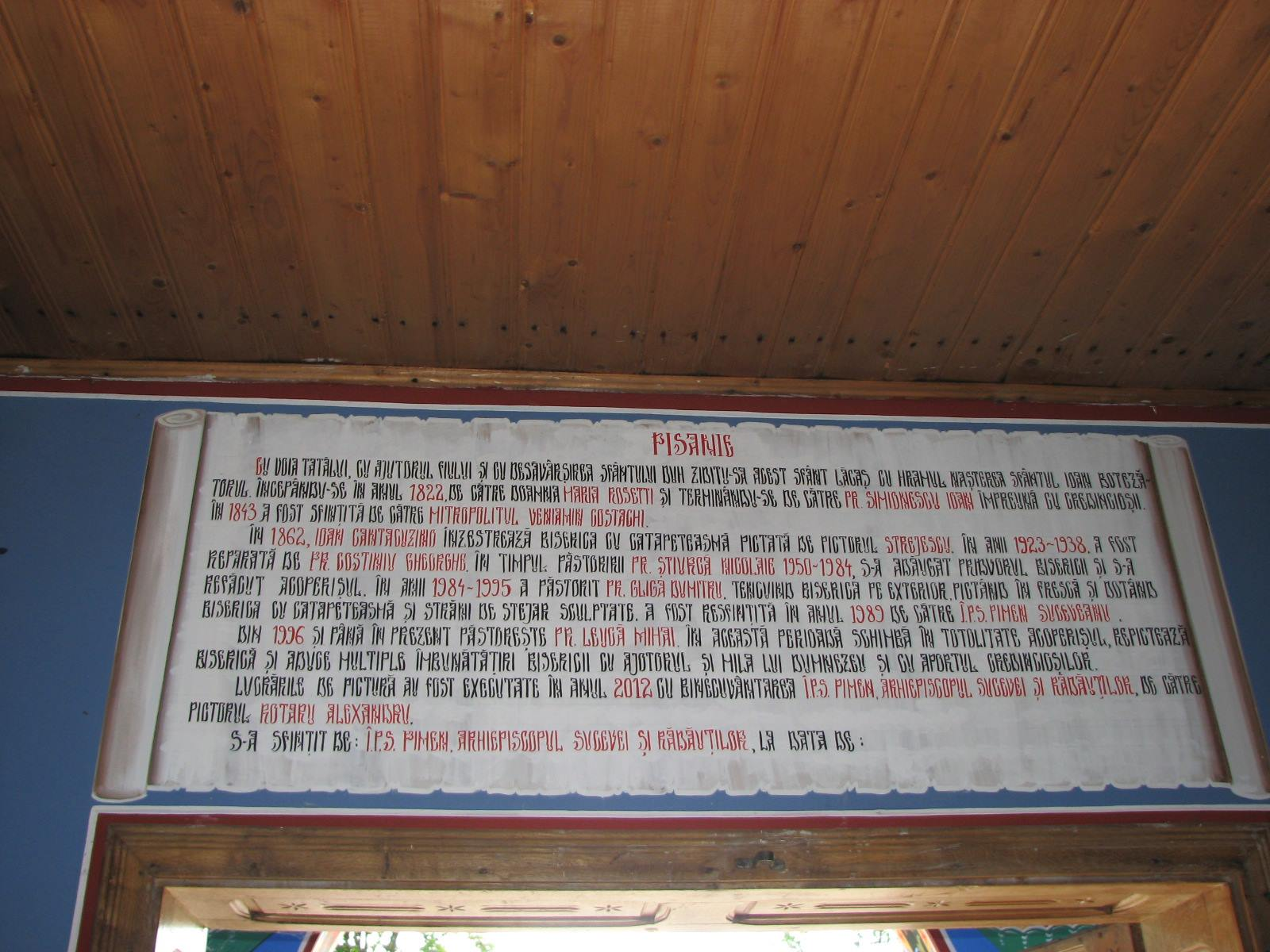
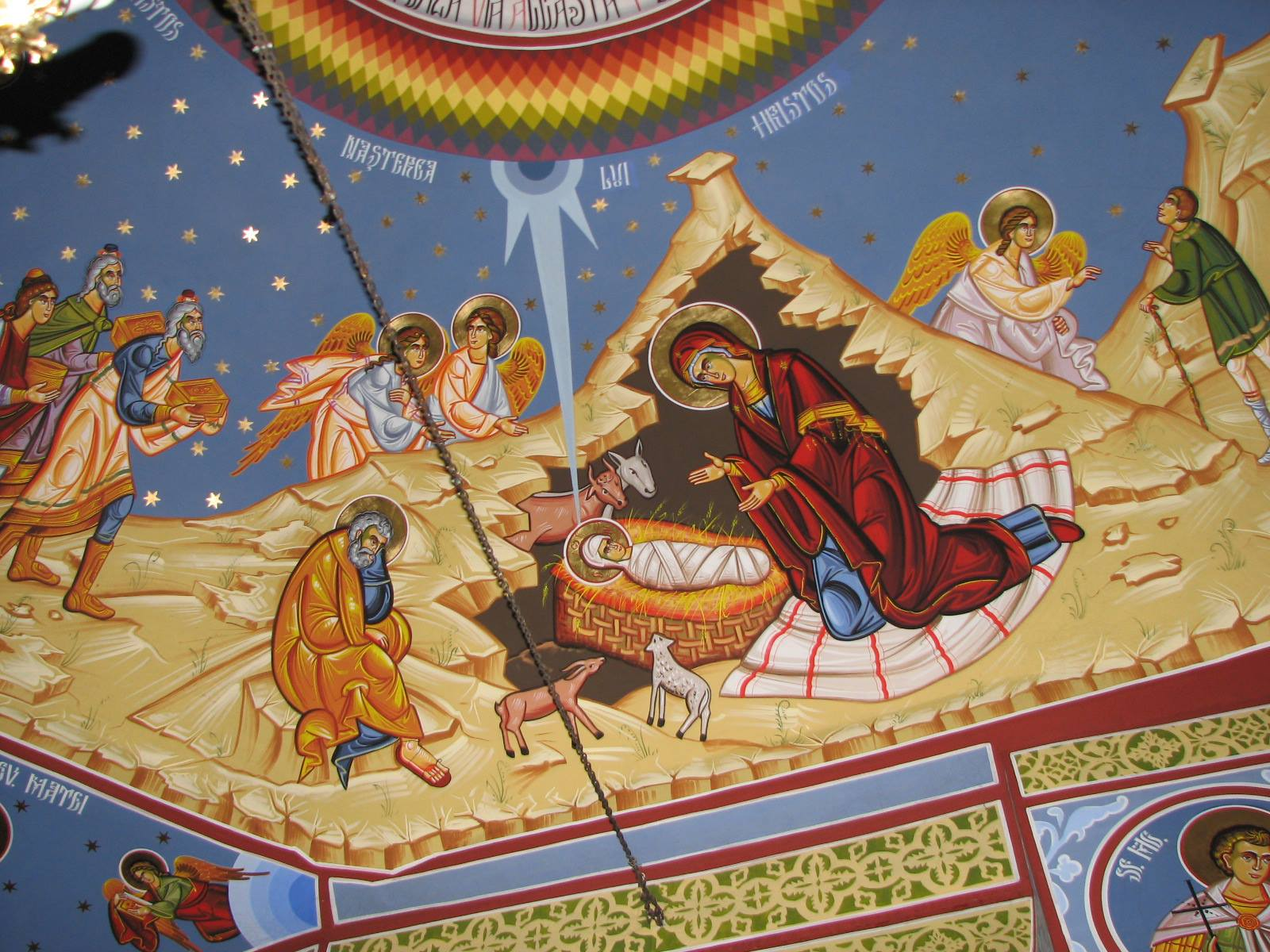
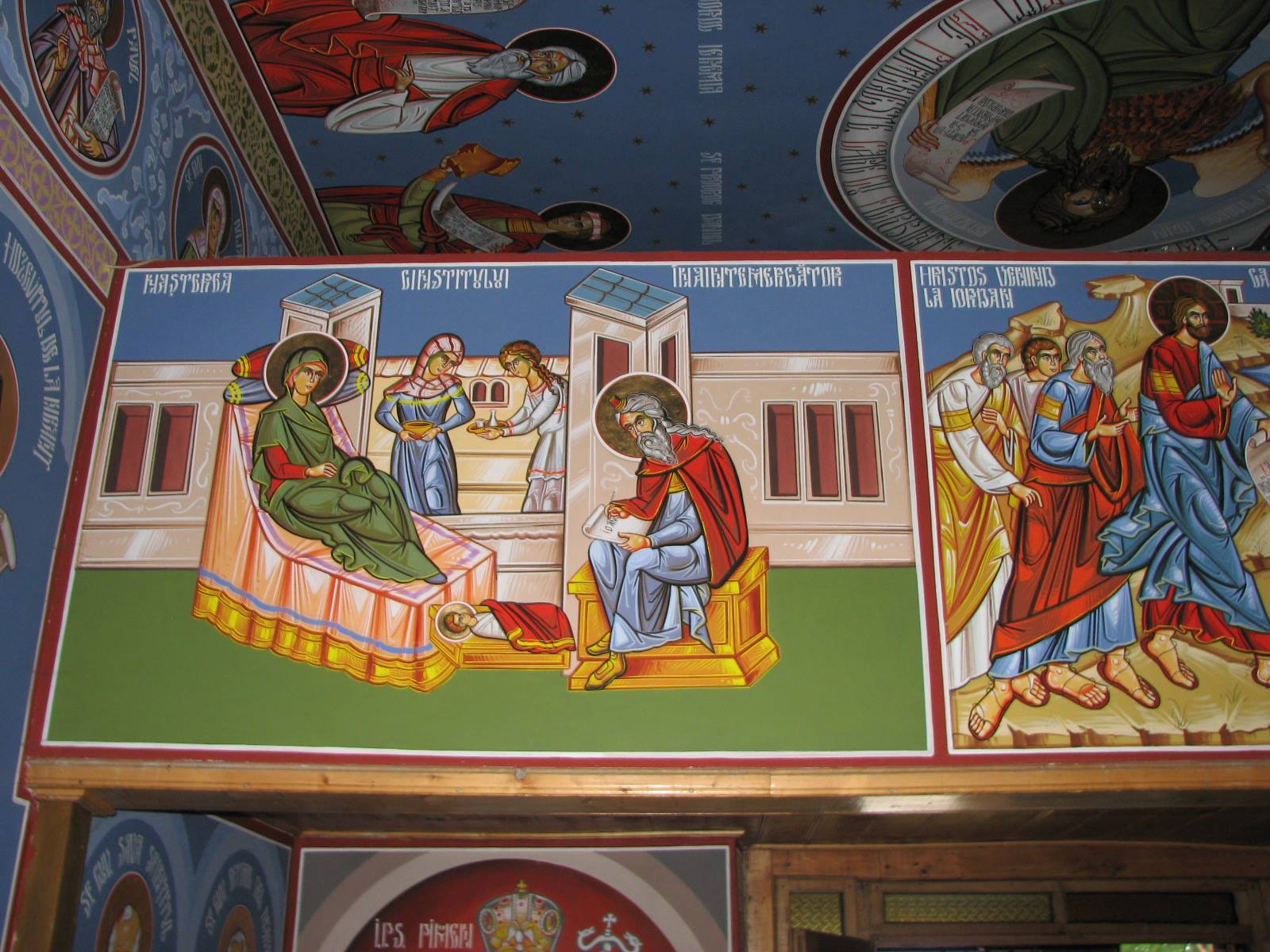
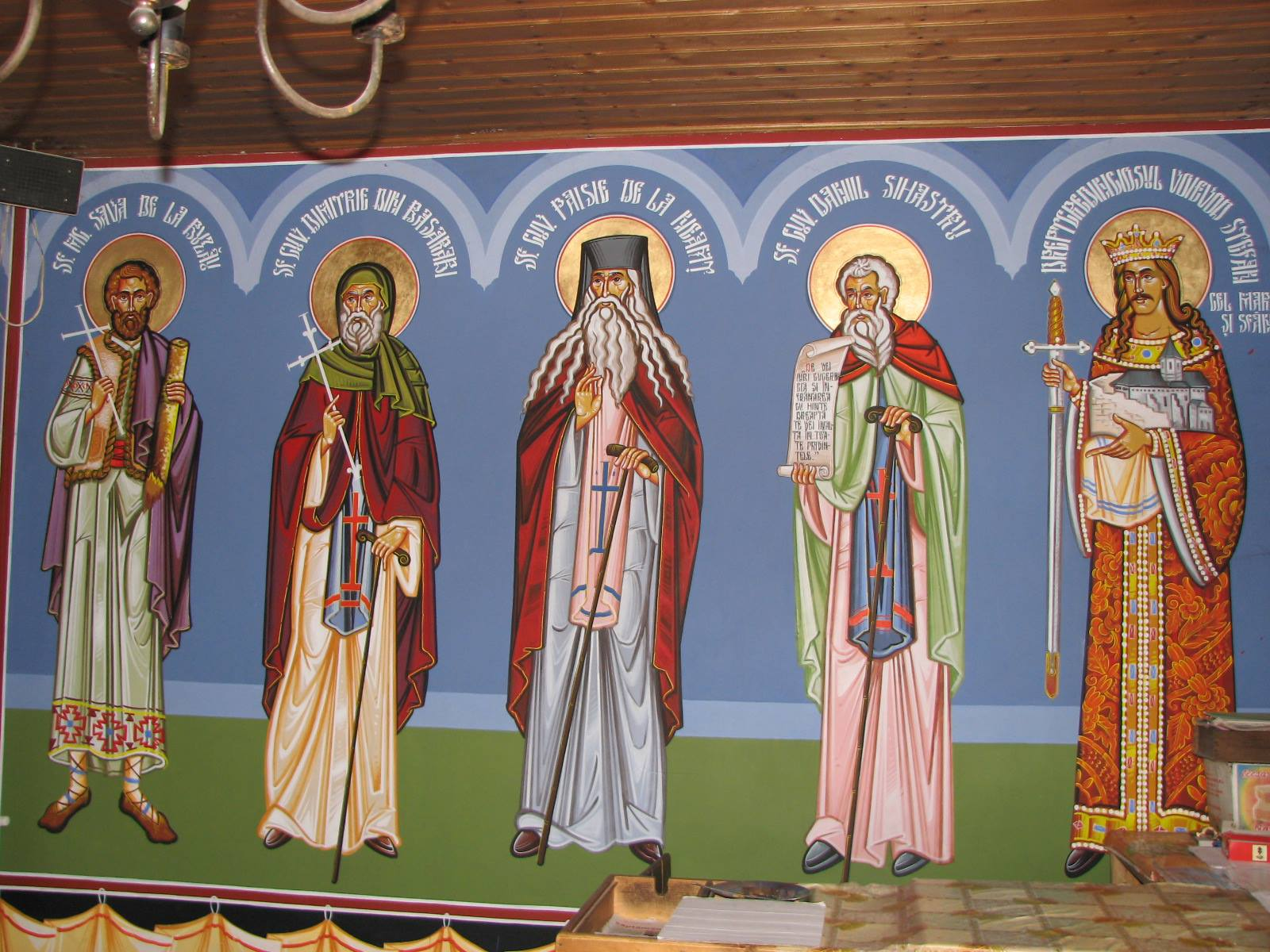
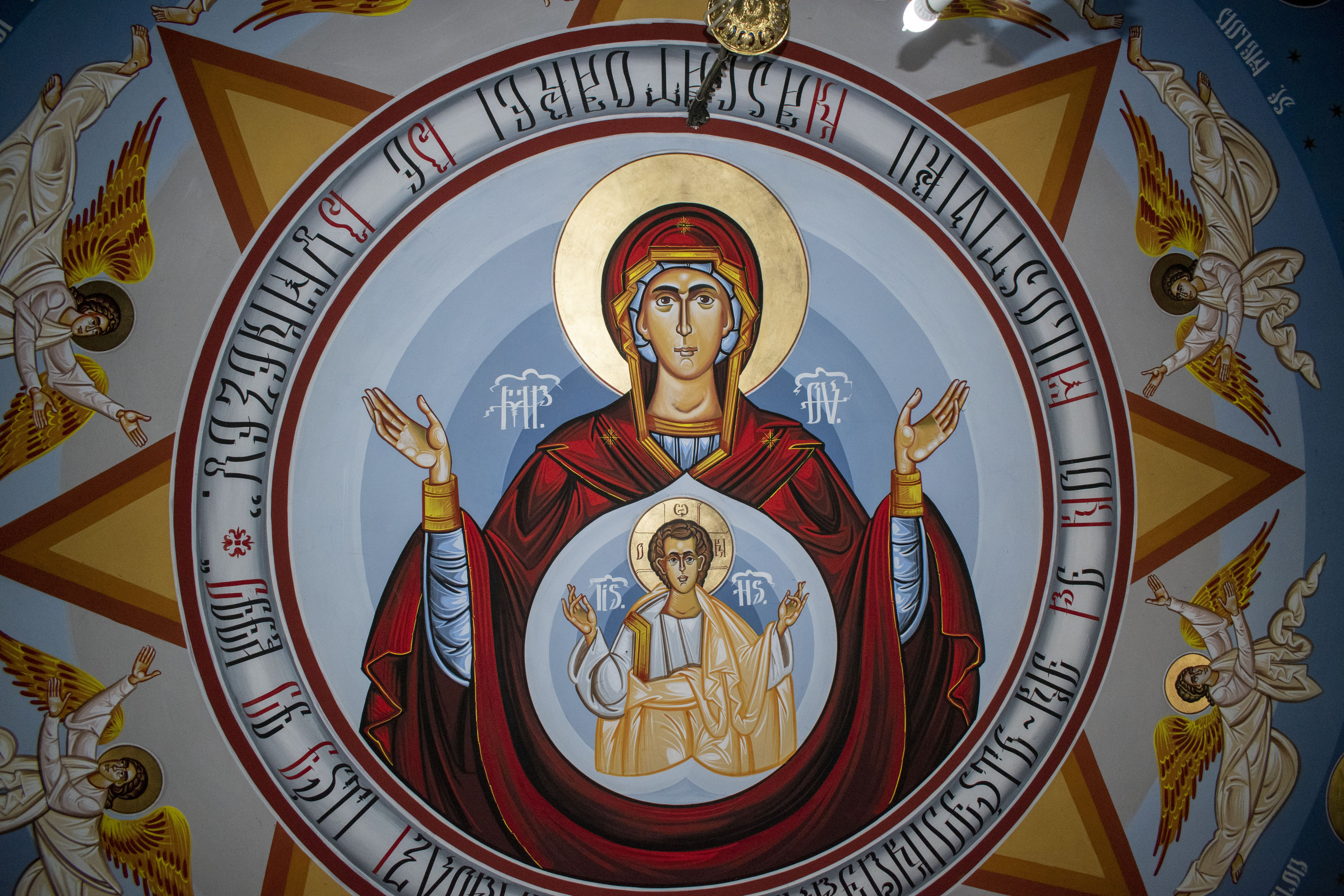
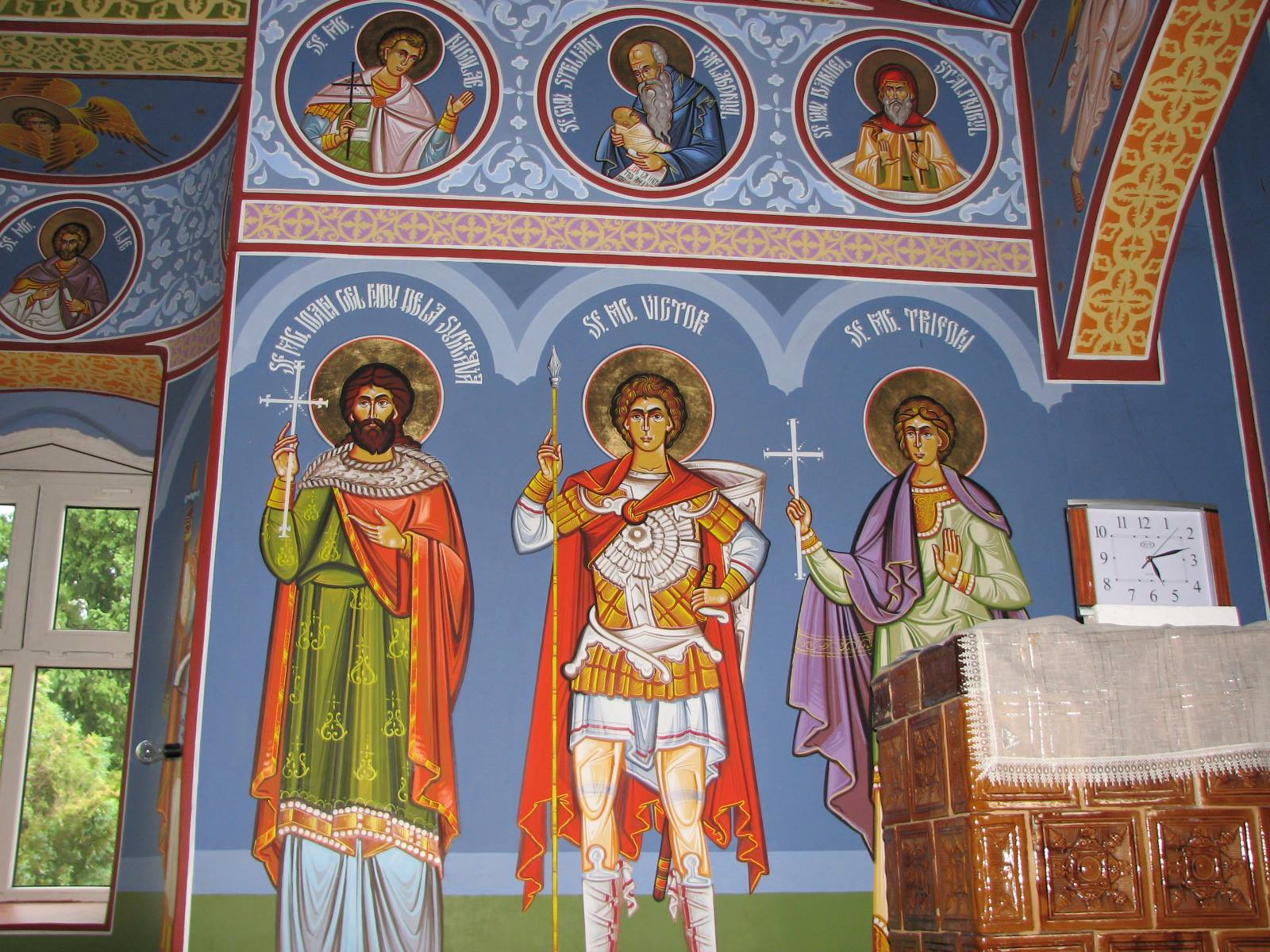
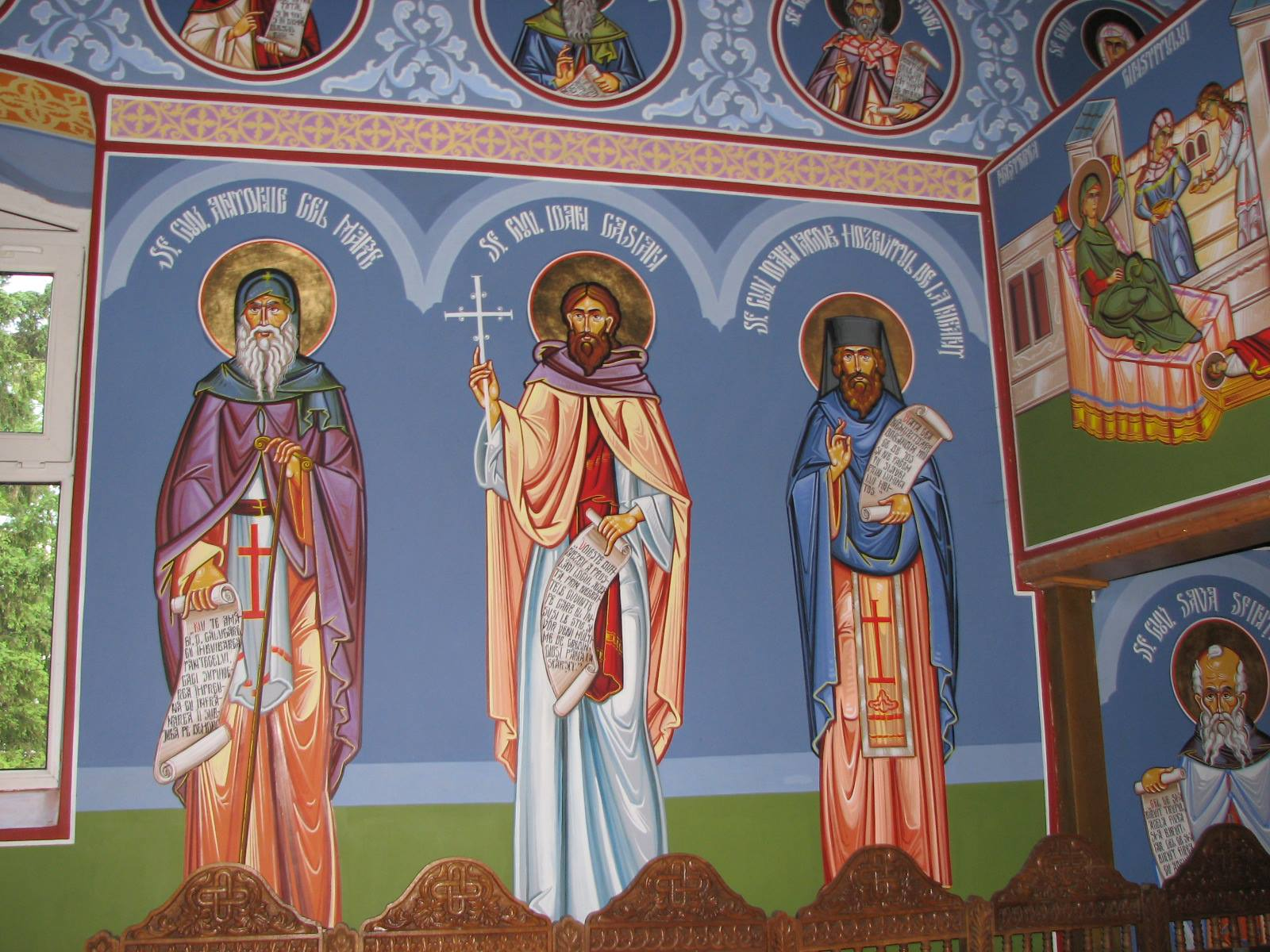
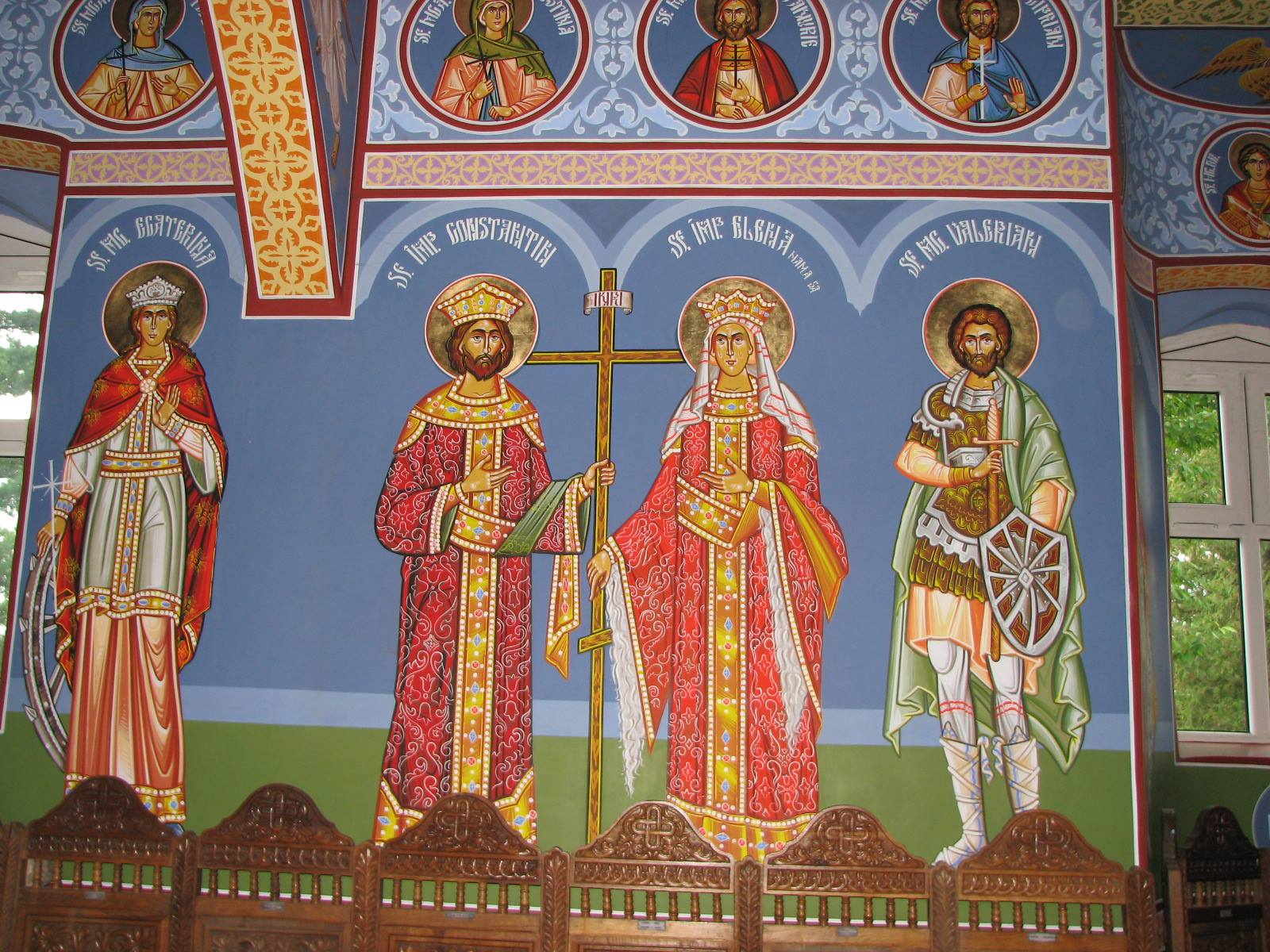
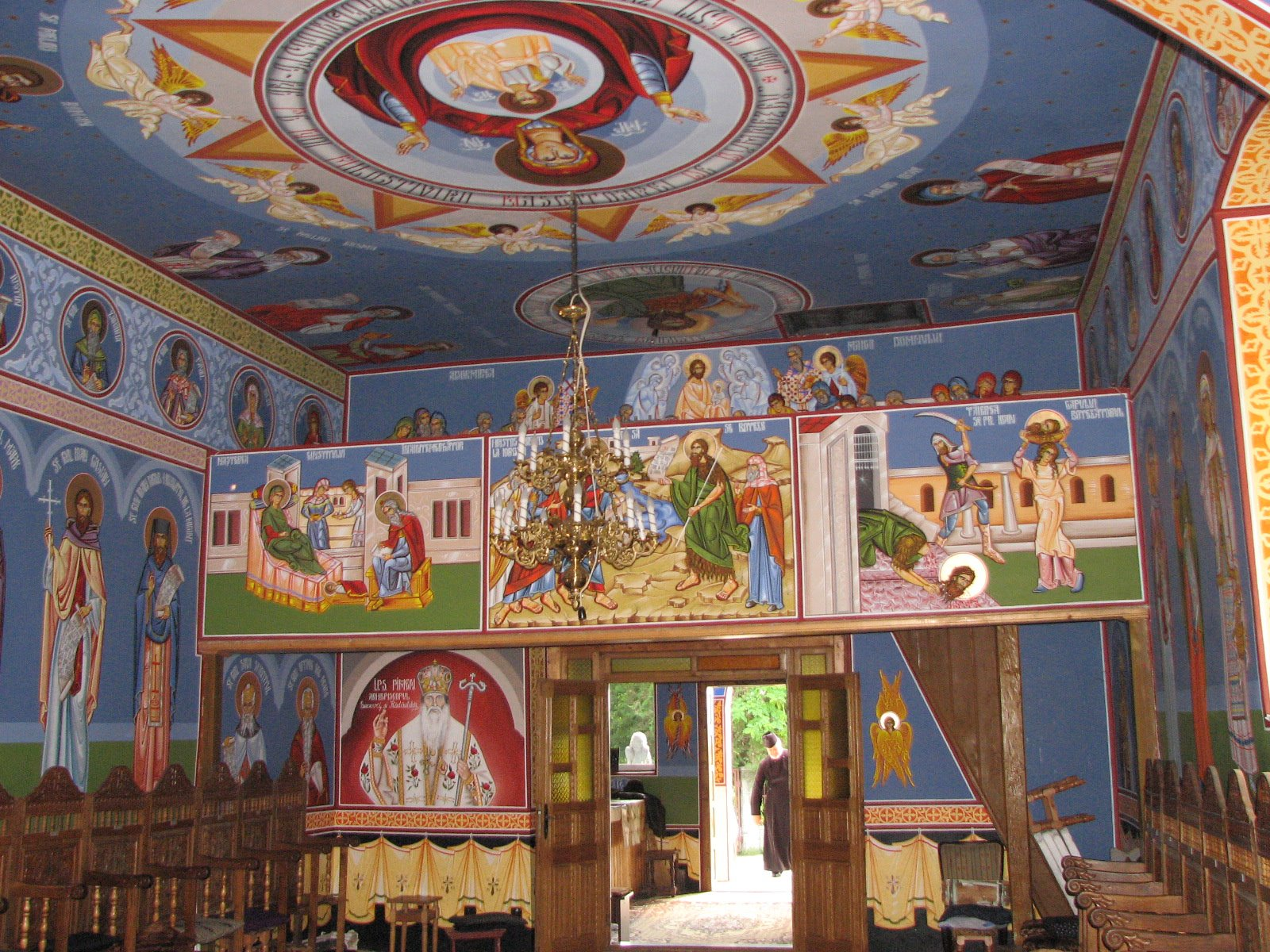
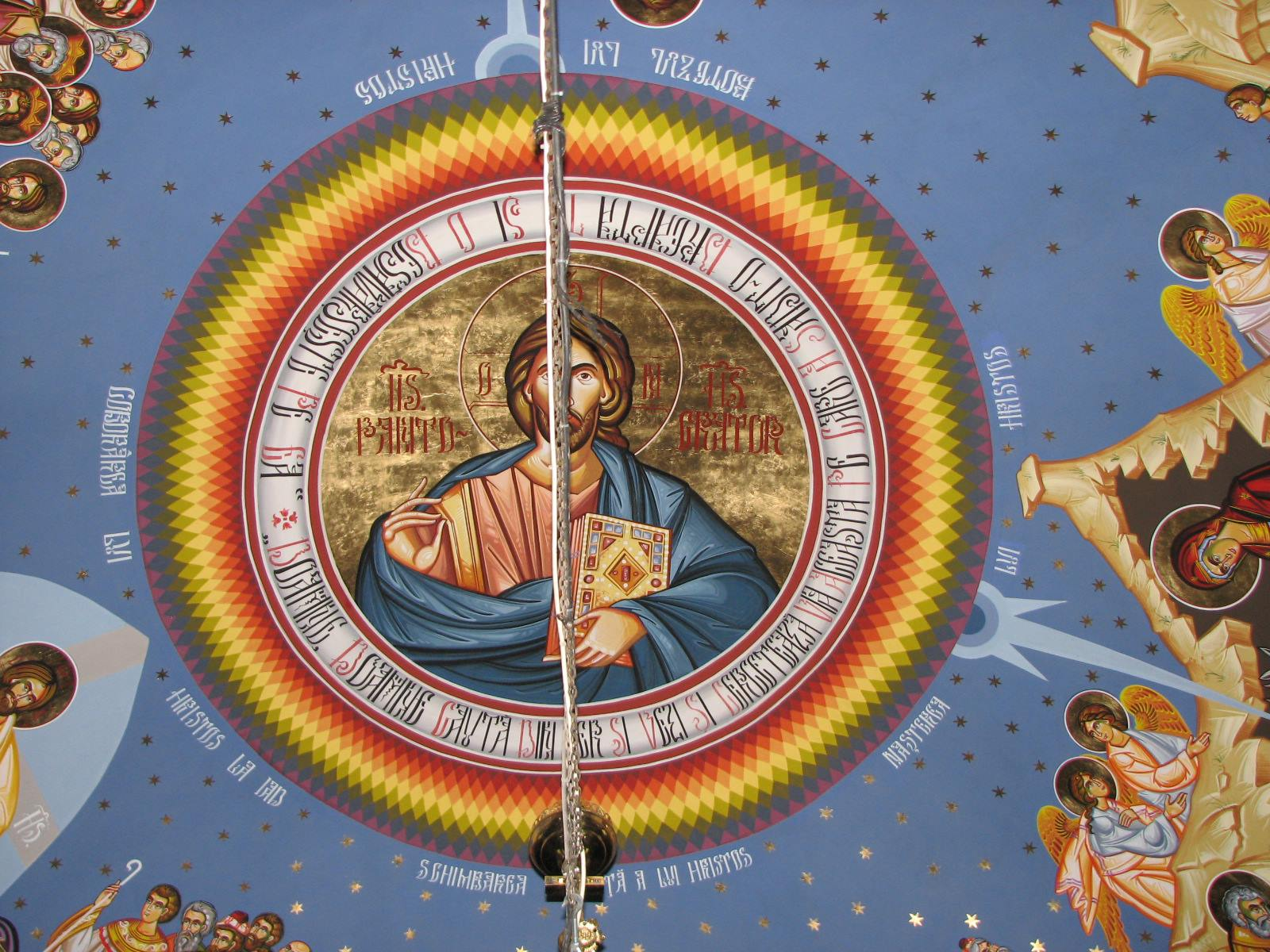
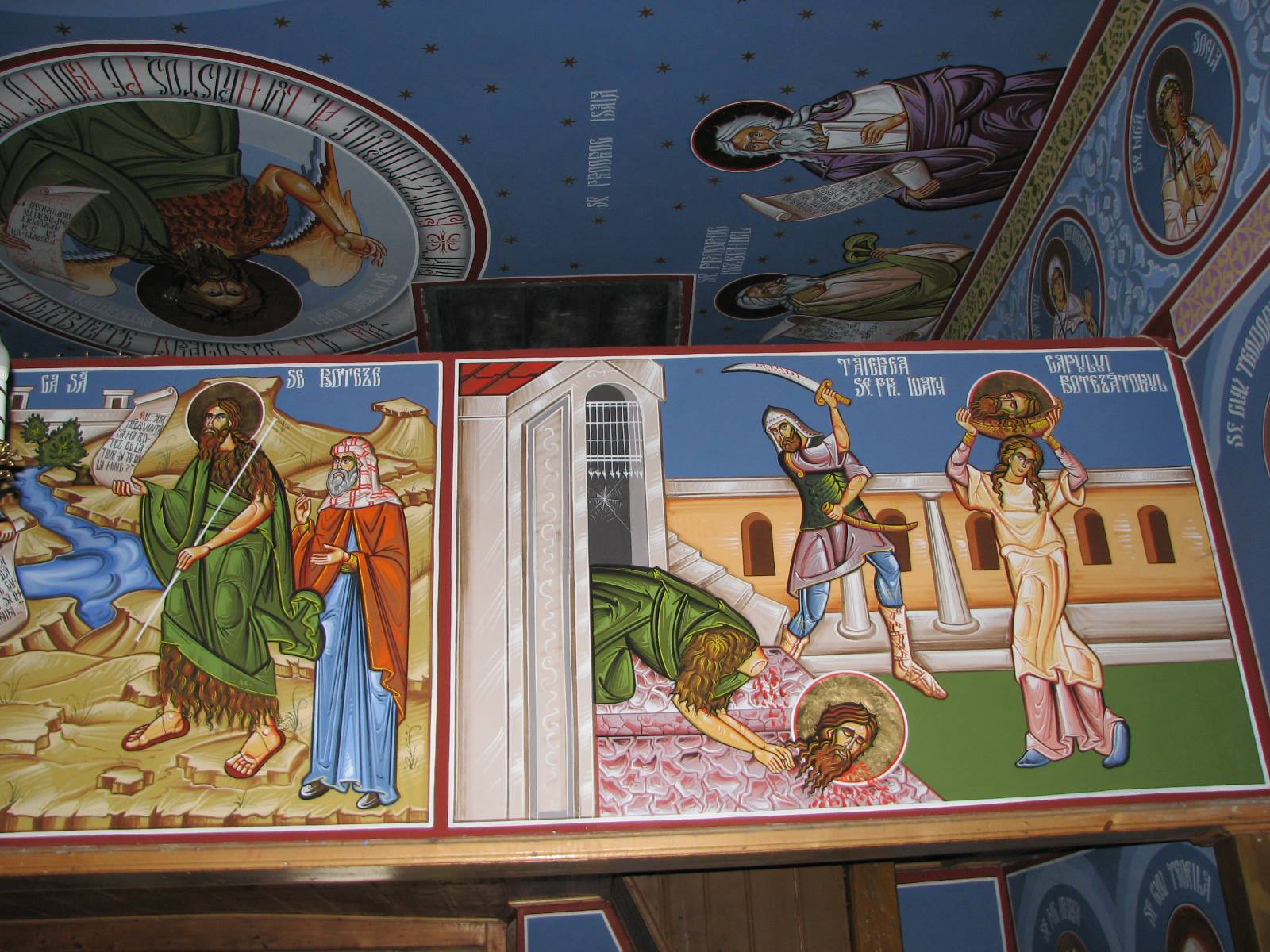
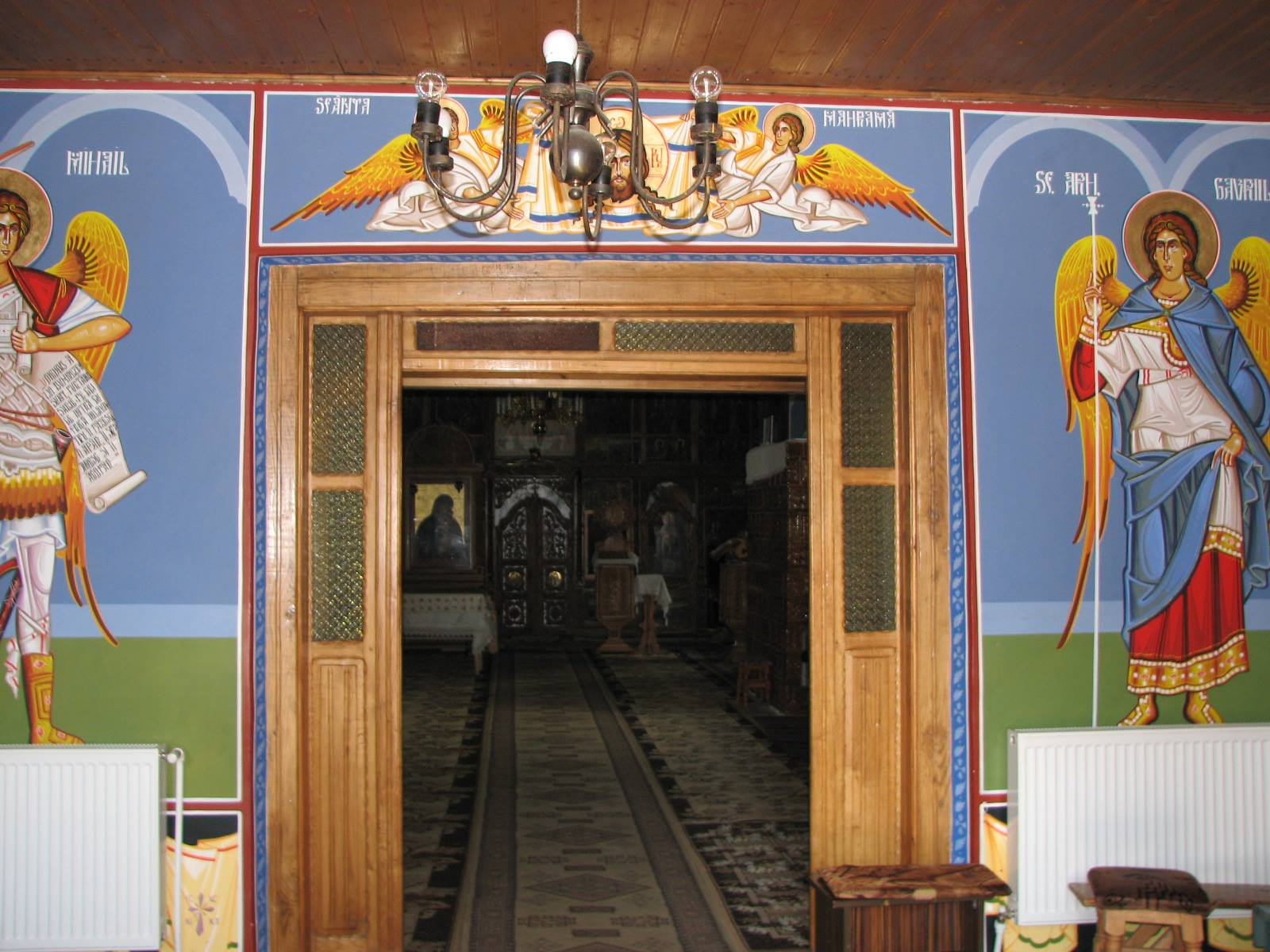
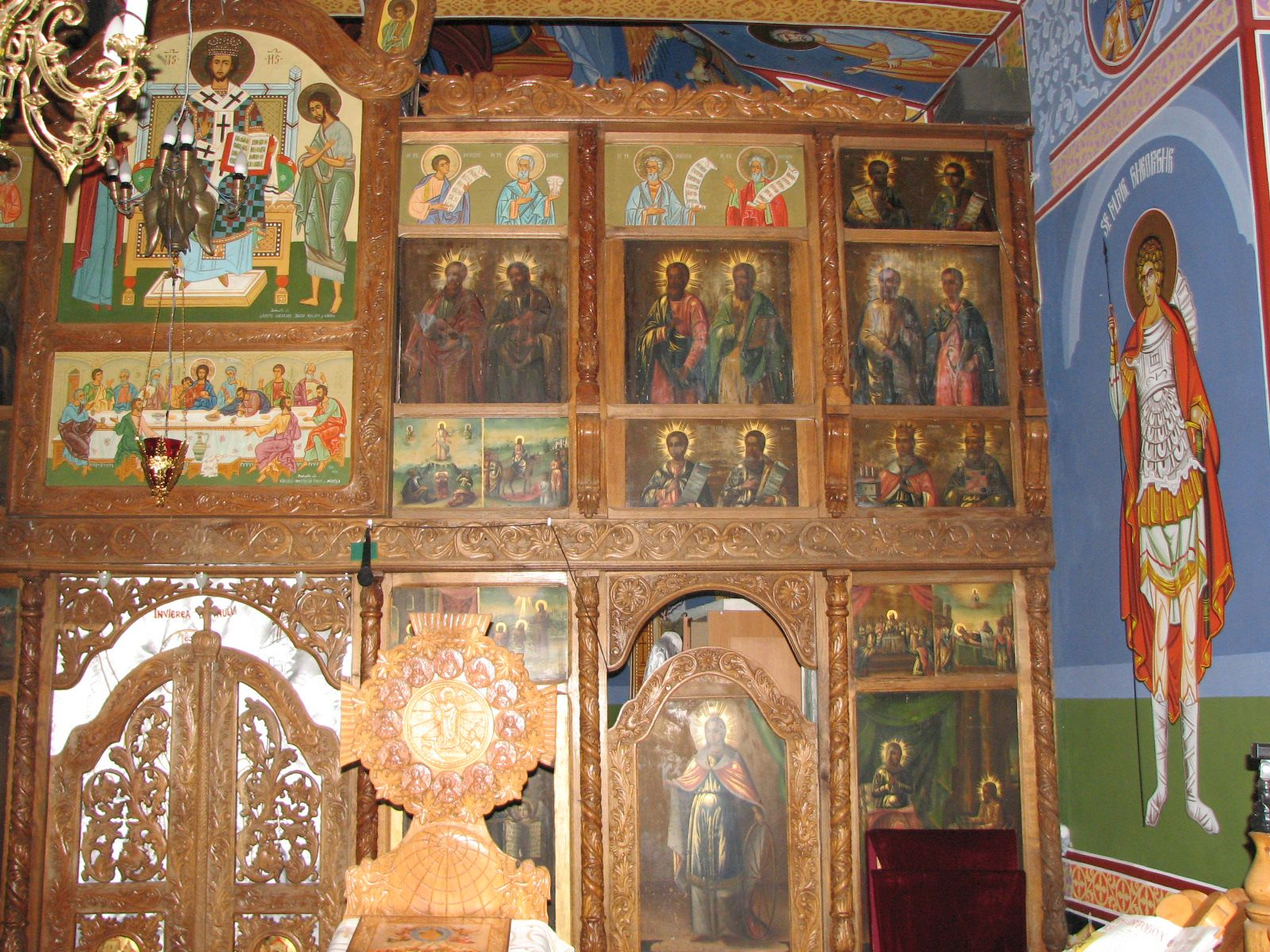
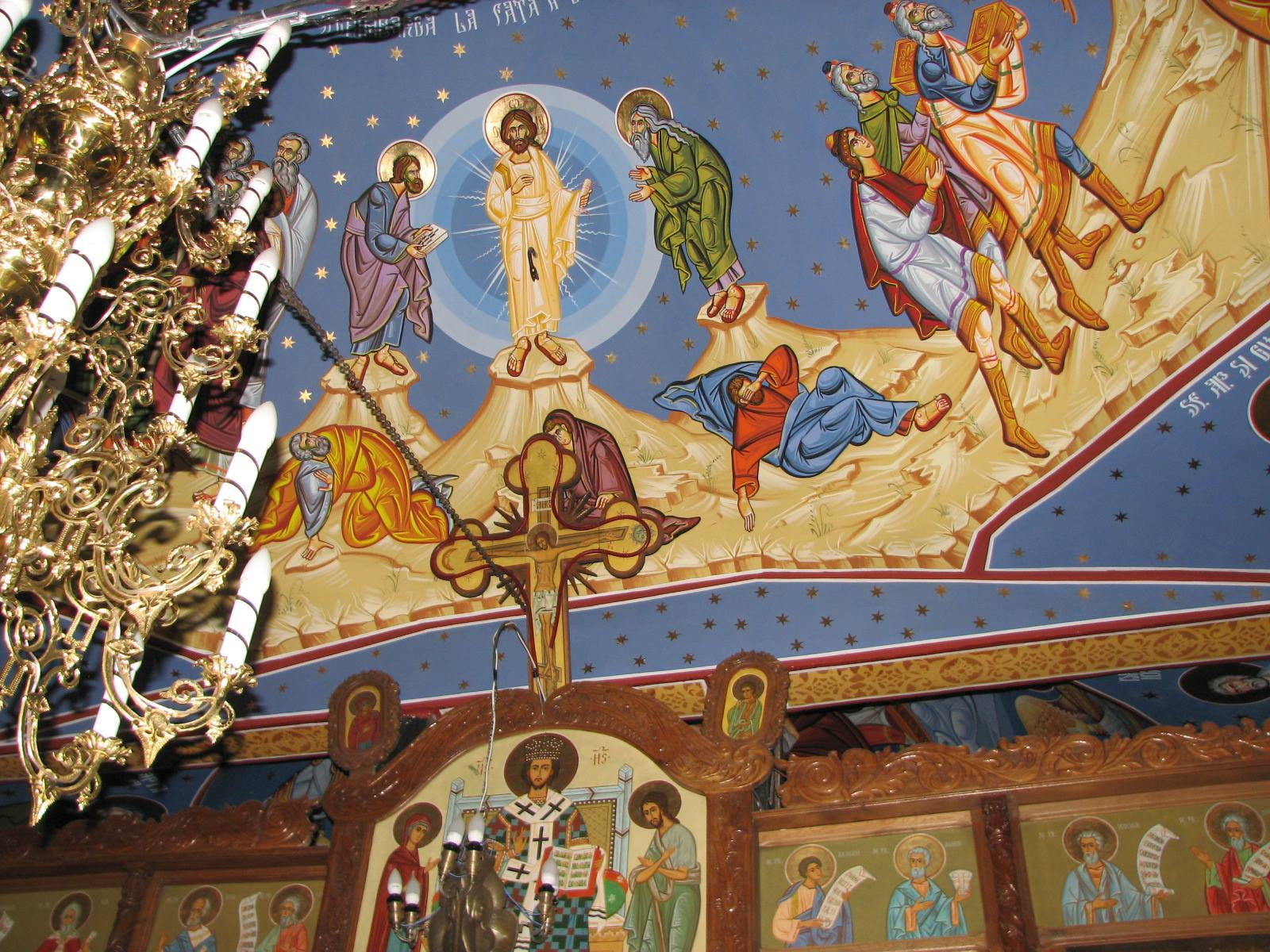
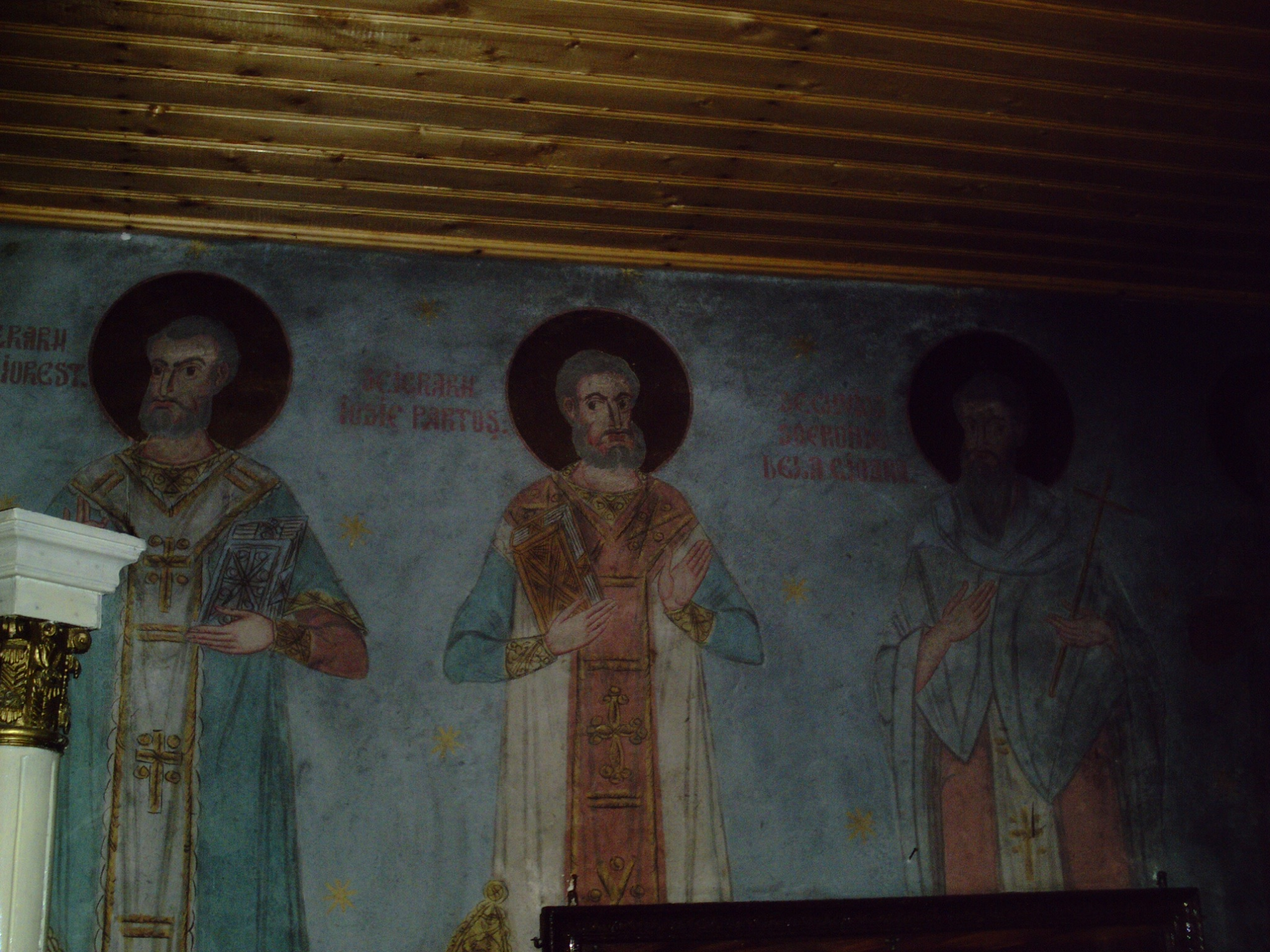
Pictură din interior
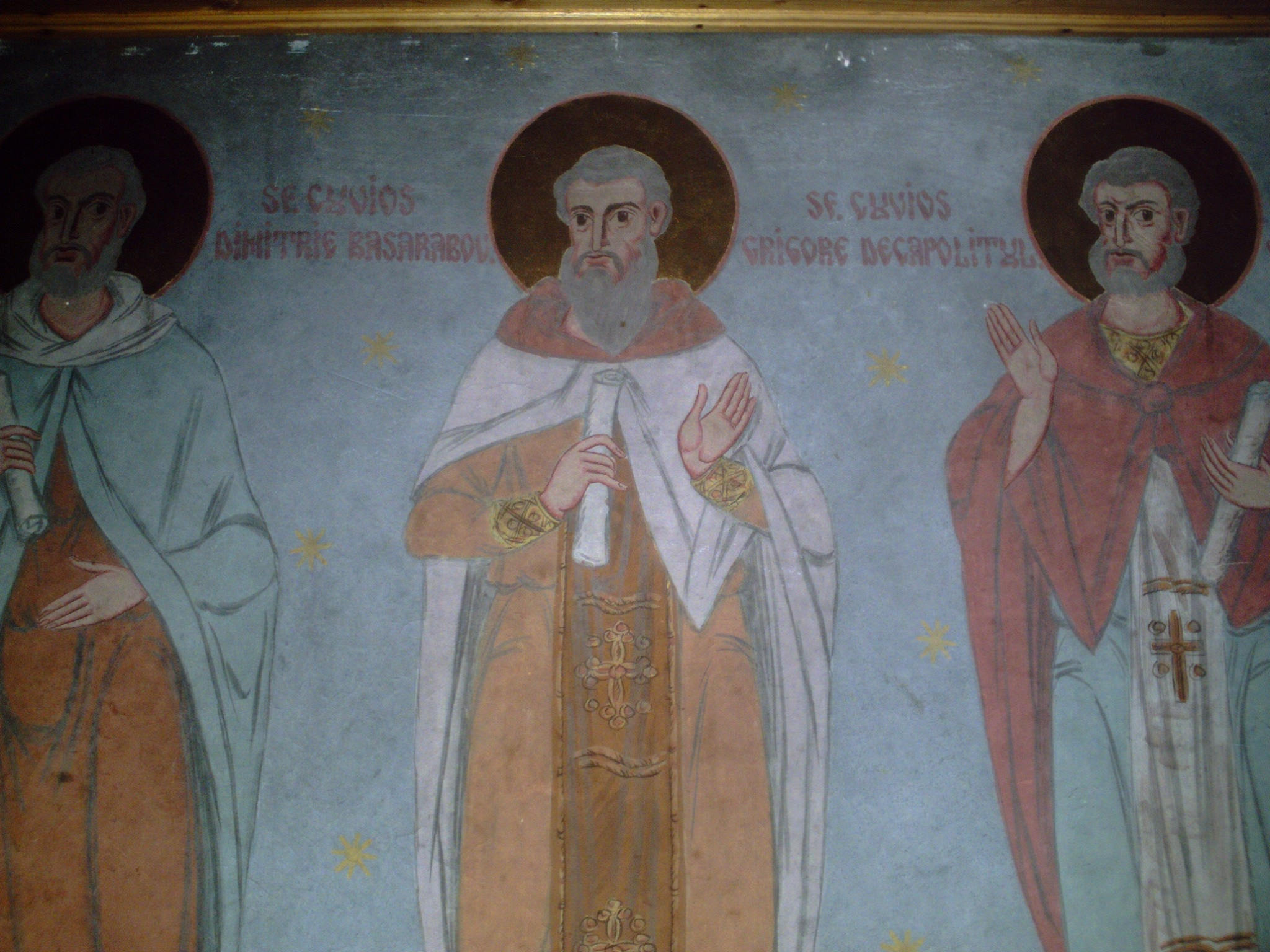
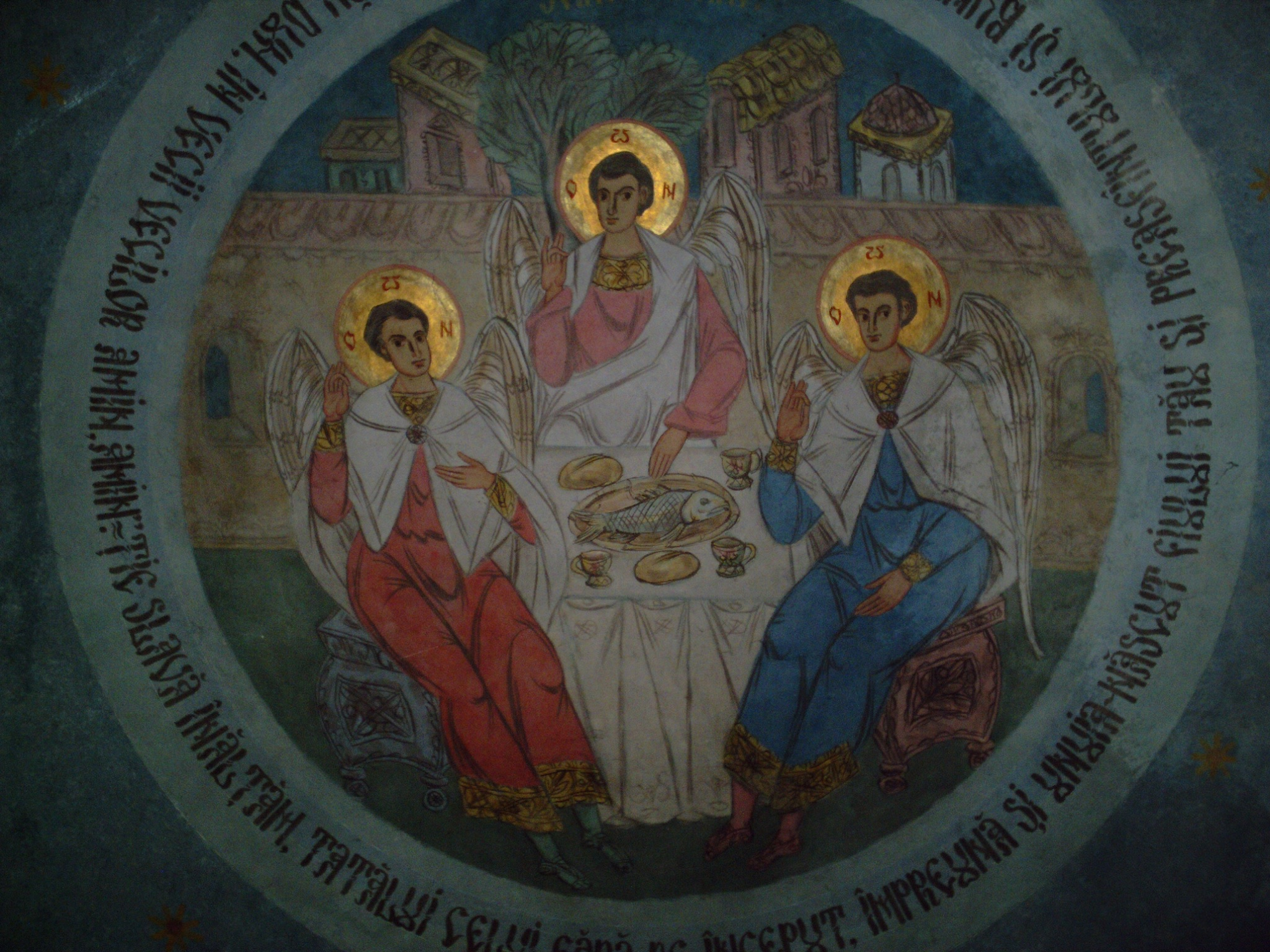
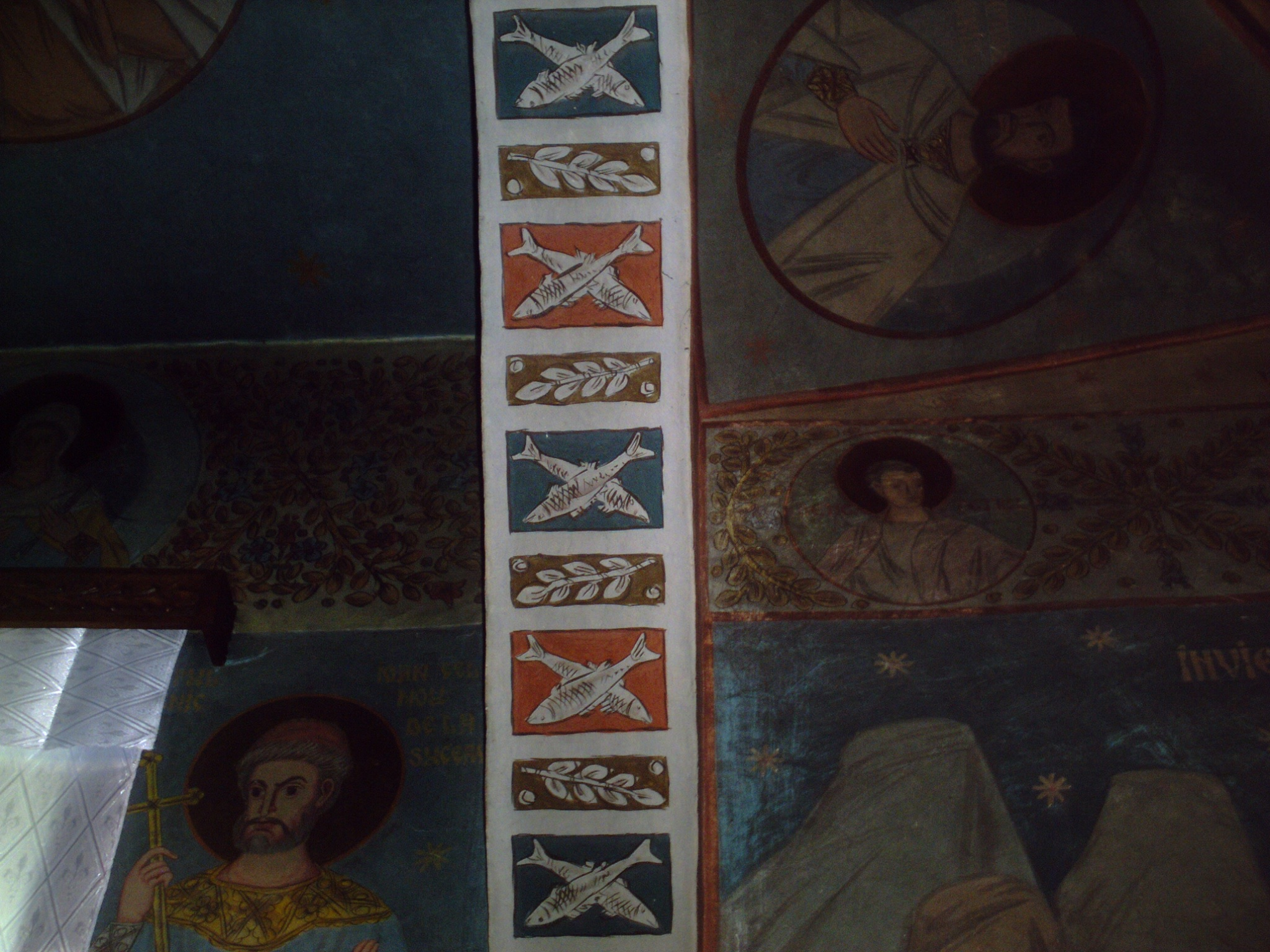
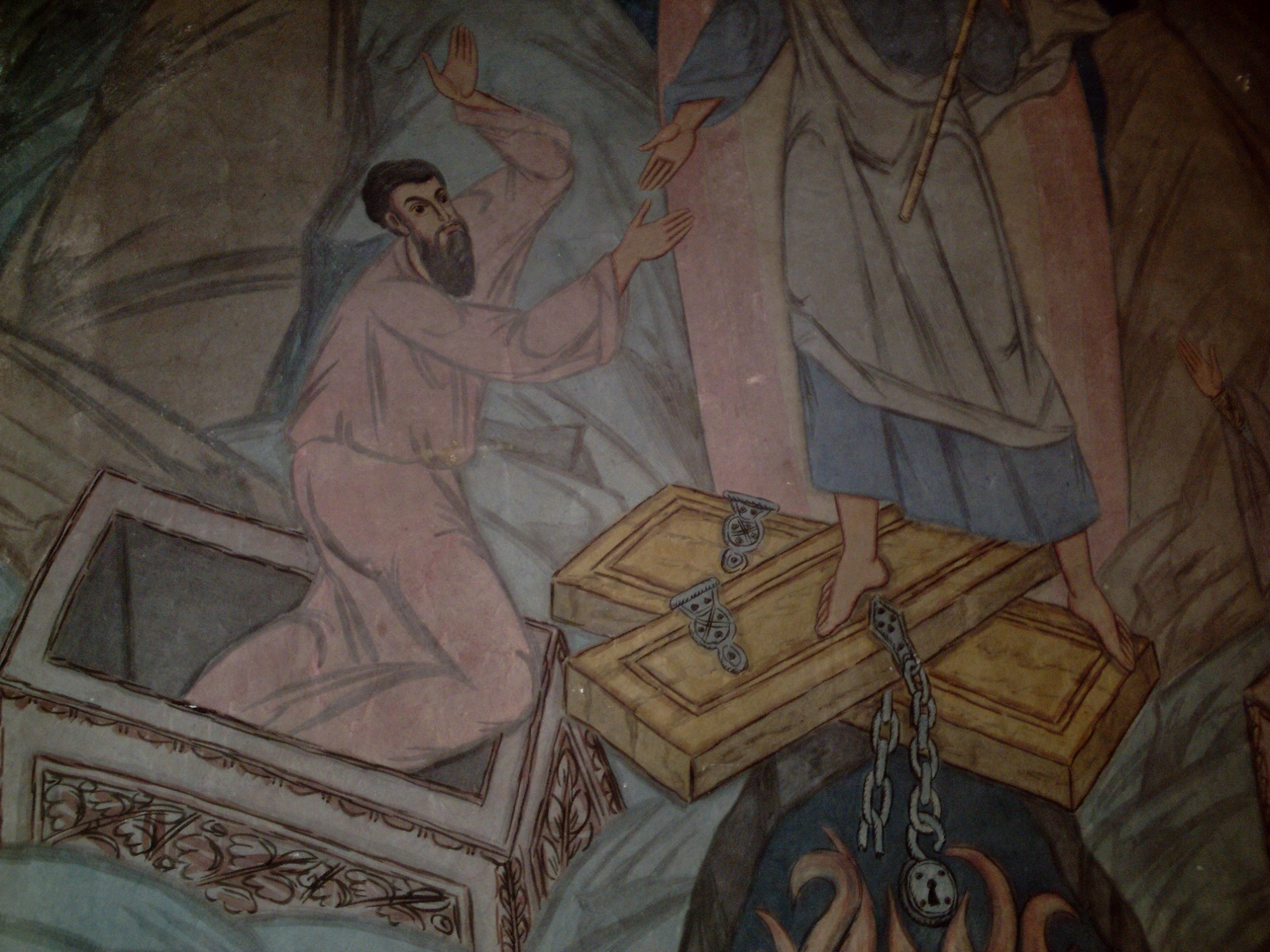
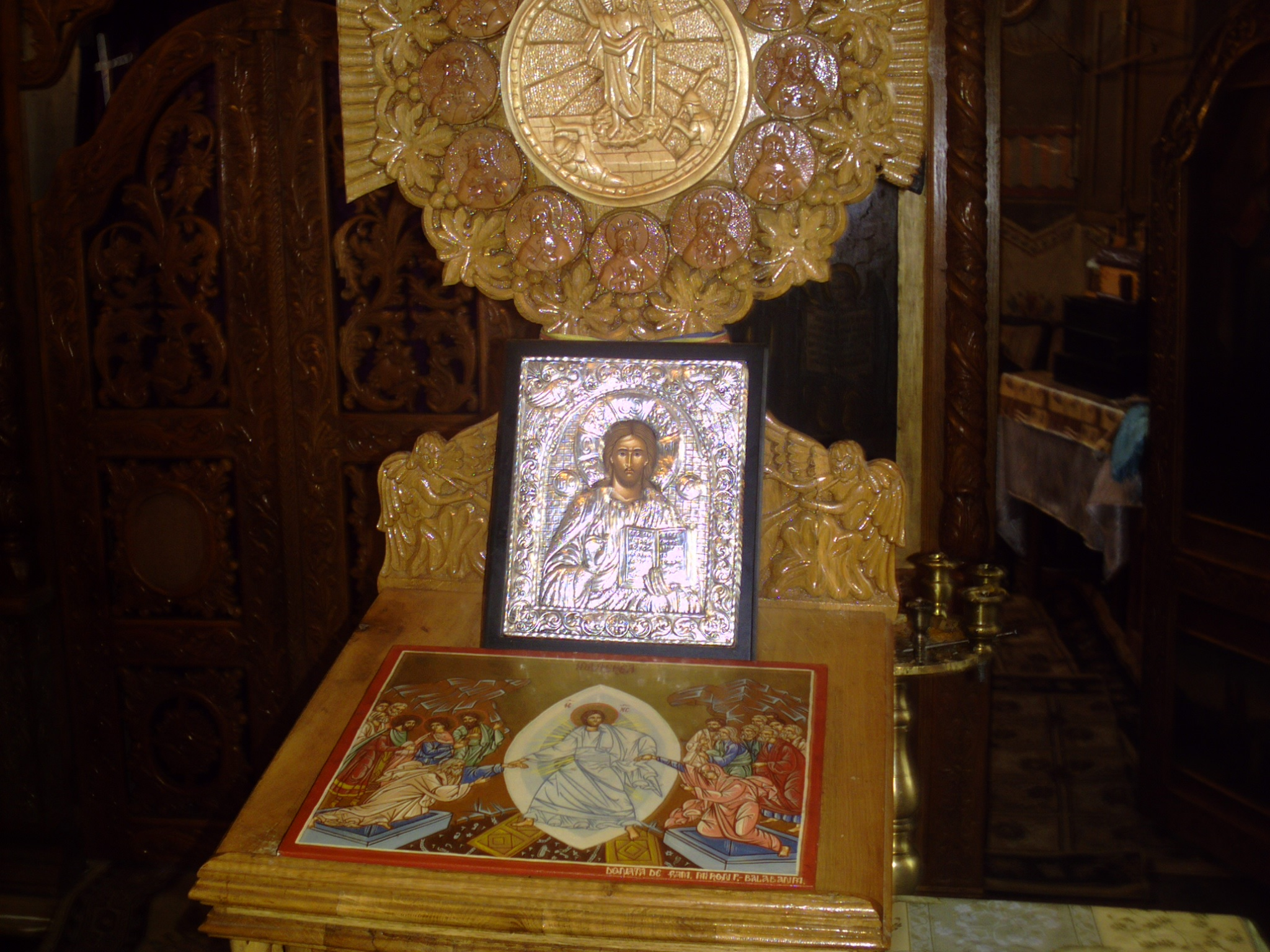
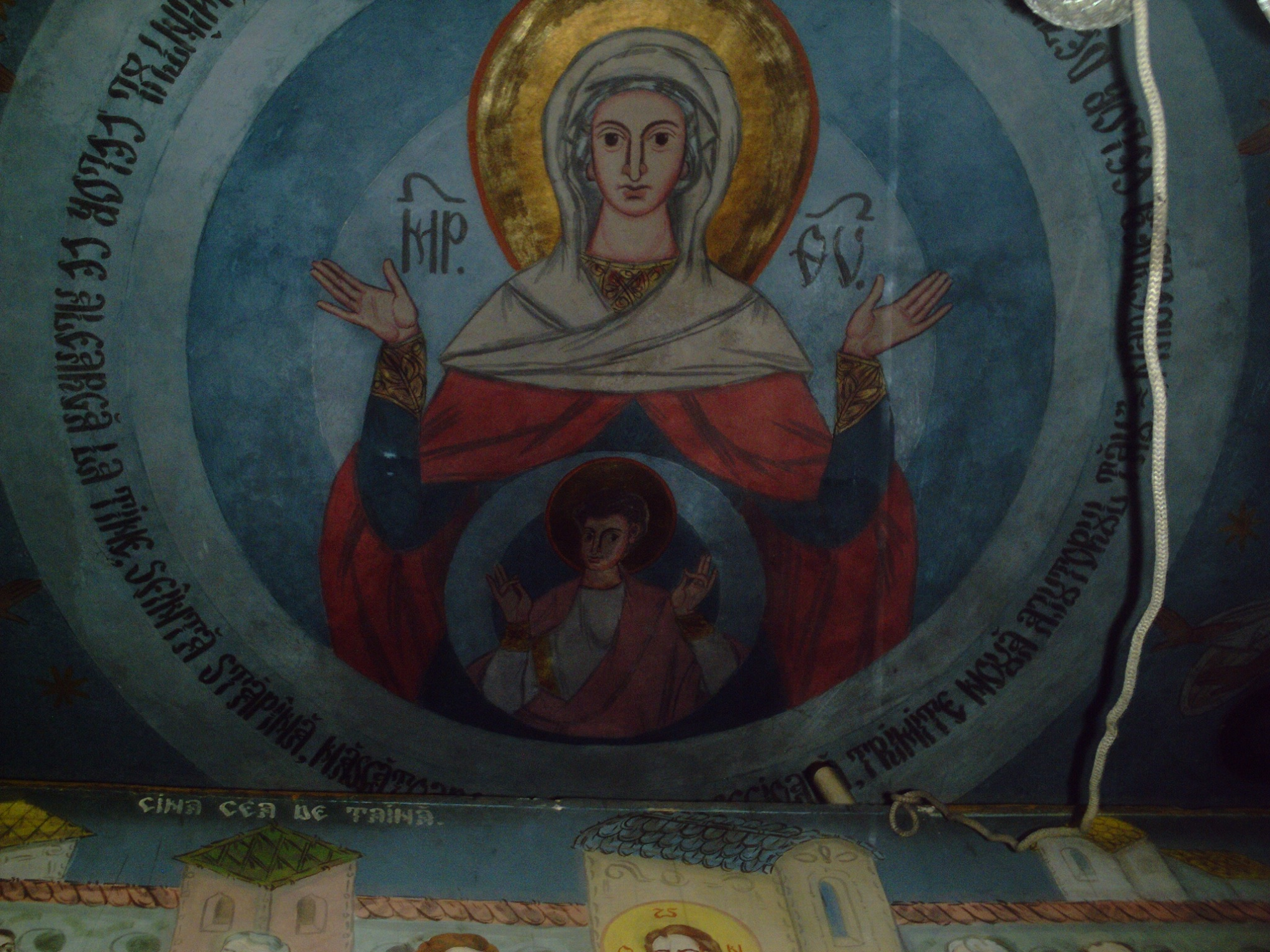
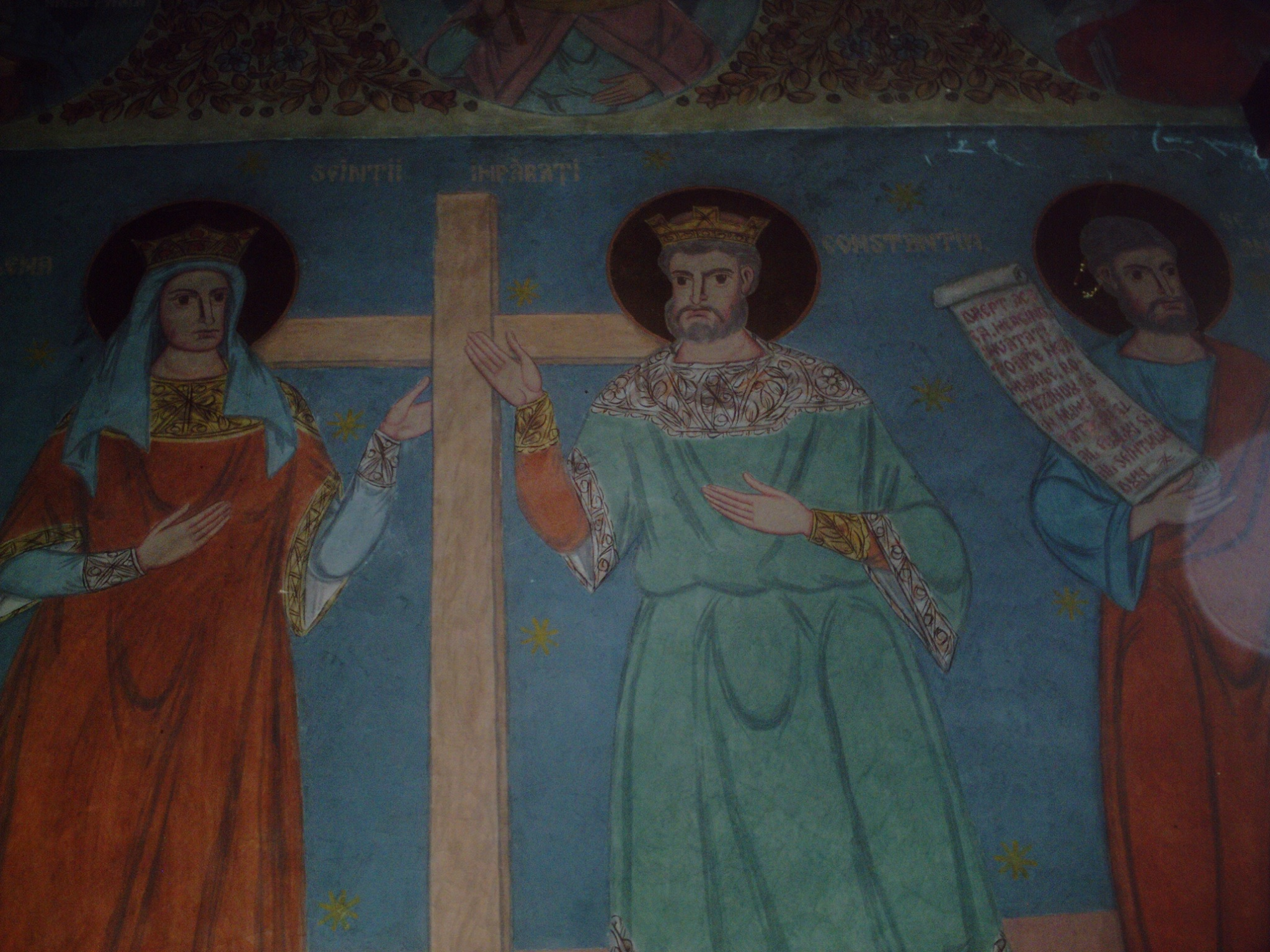
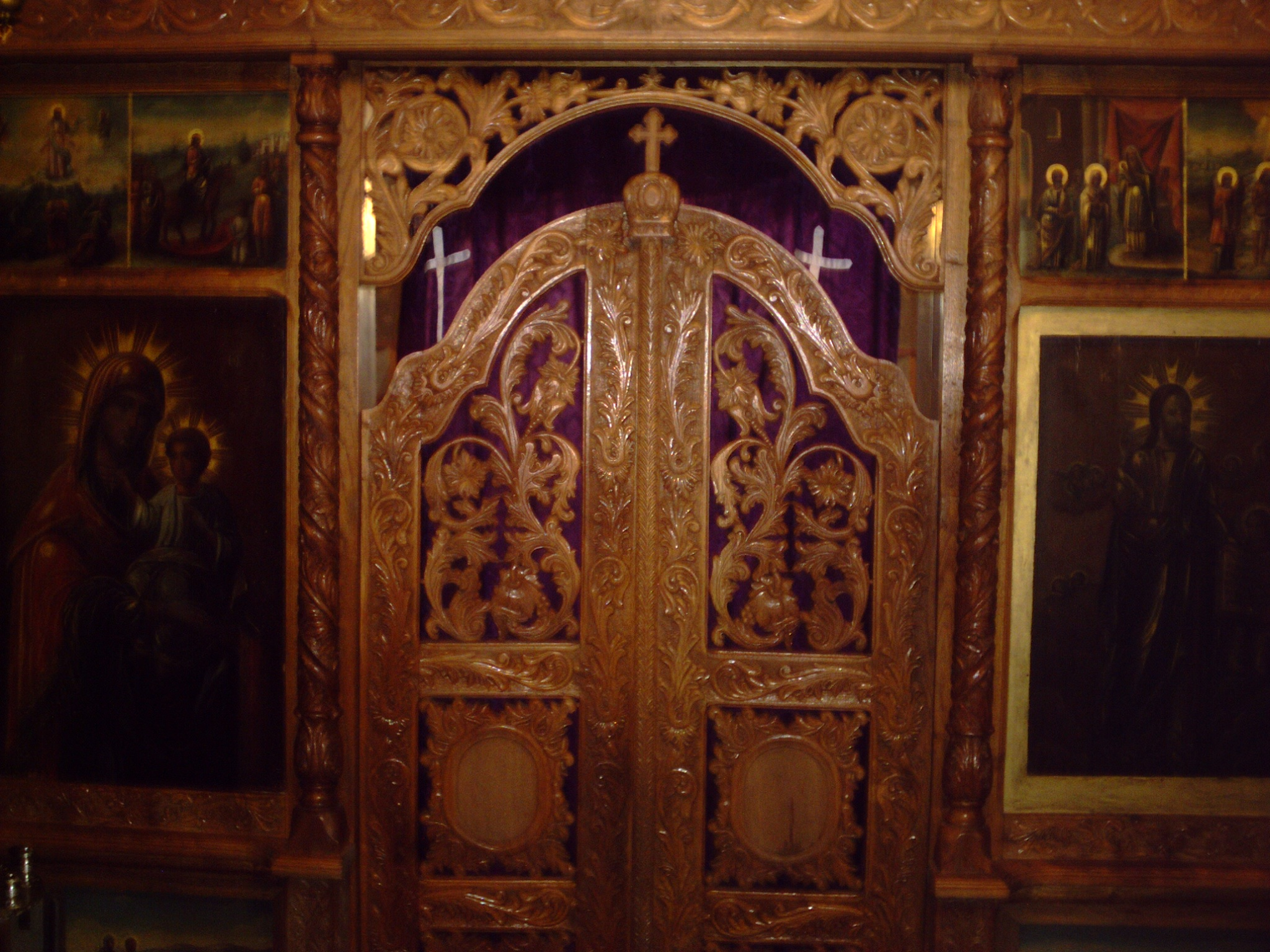
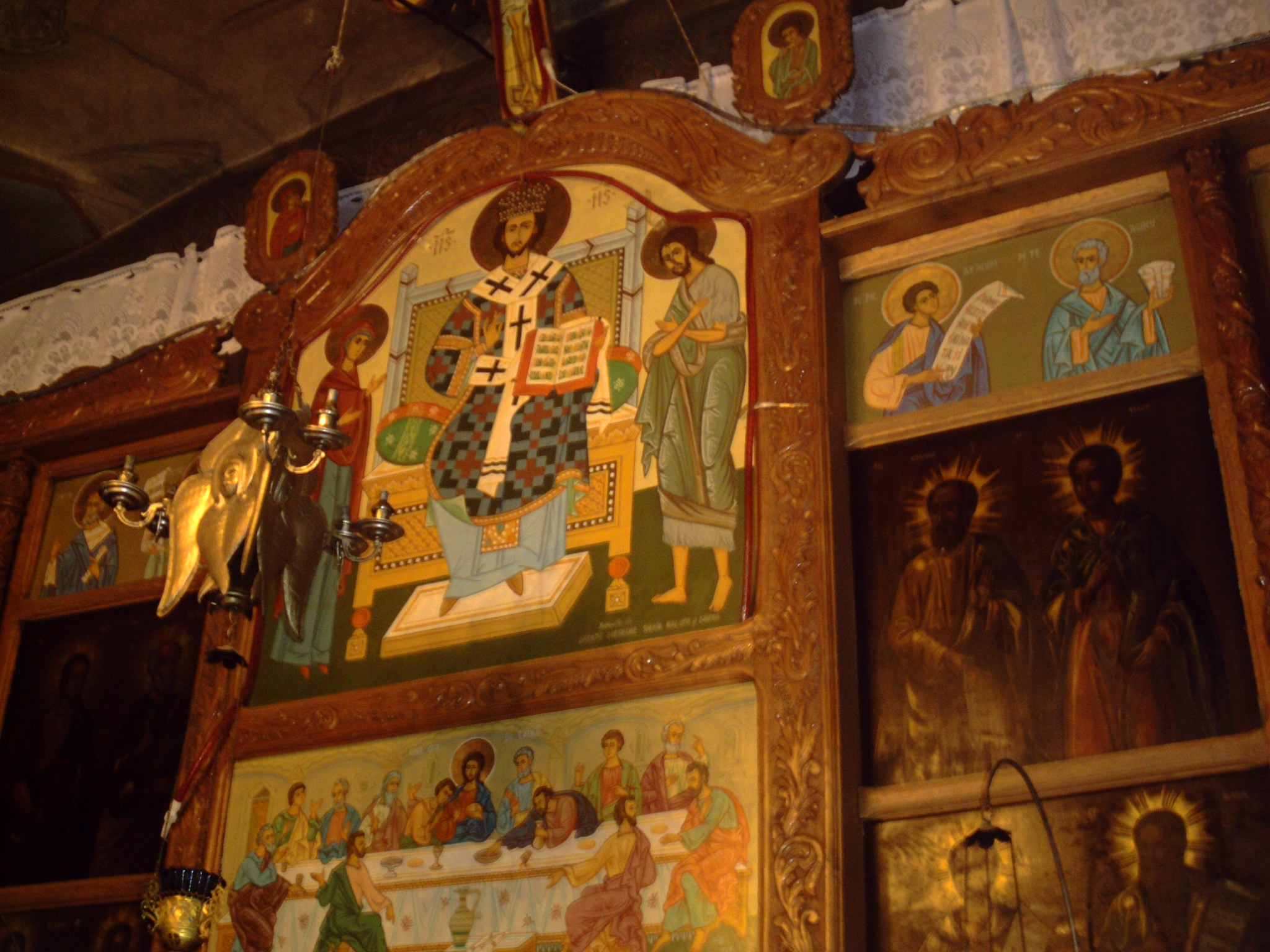
Iconostasul din anul 1834
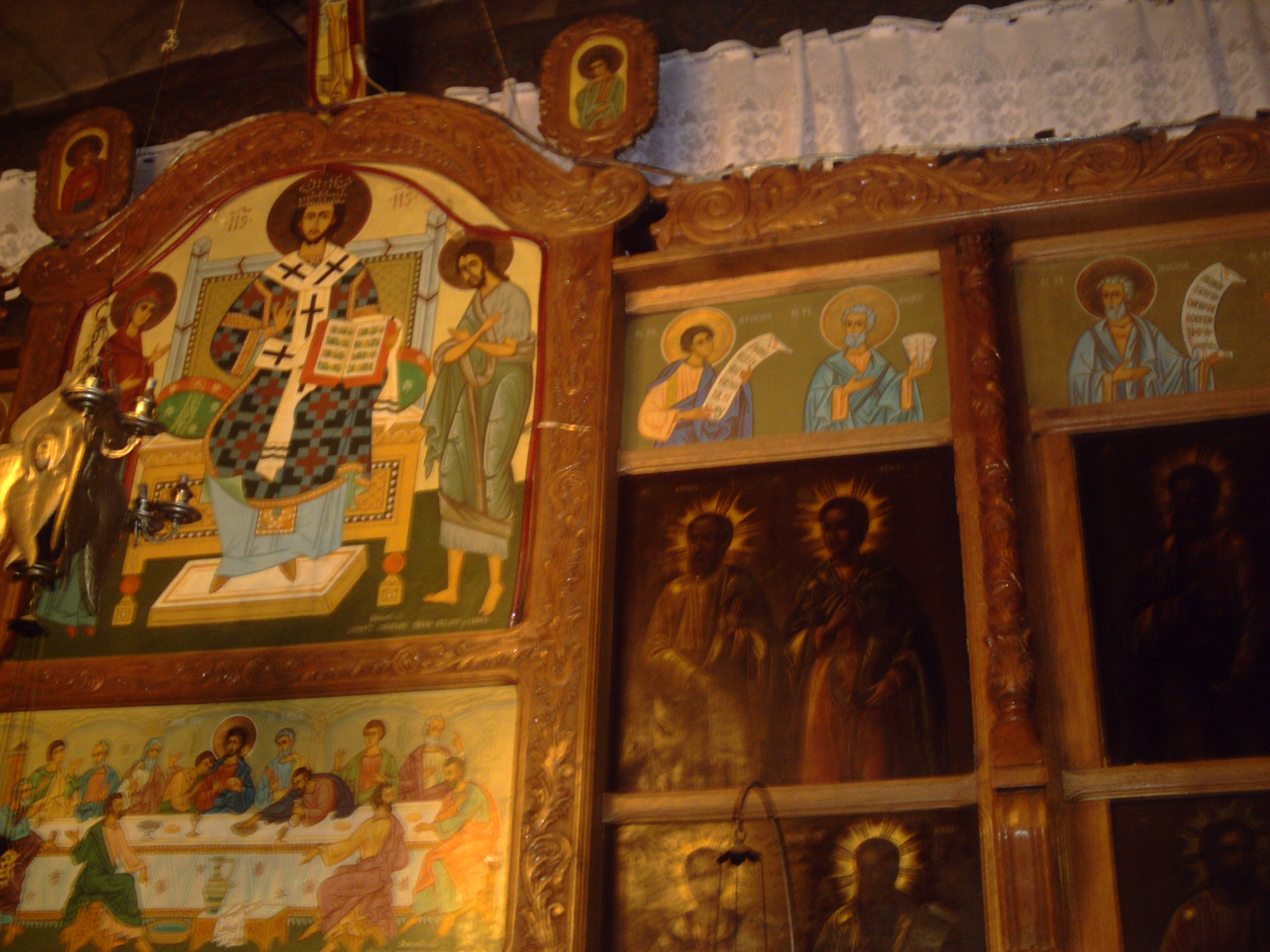
Iconostasul din anul 1834
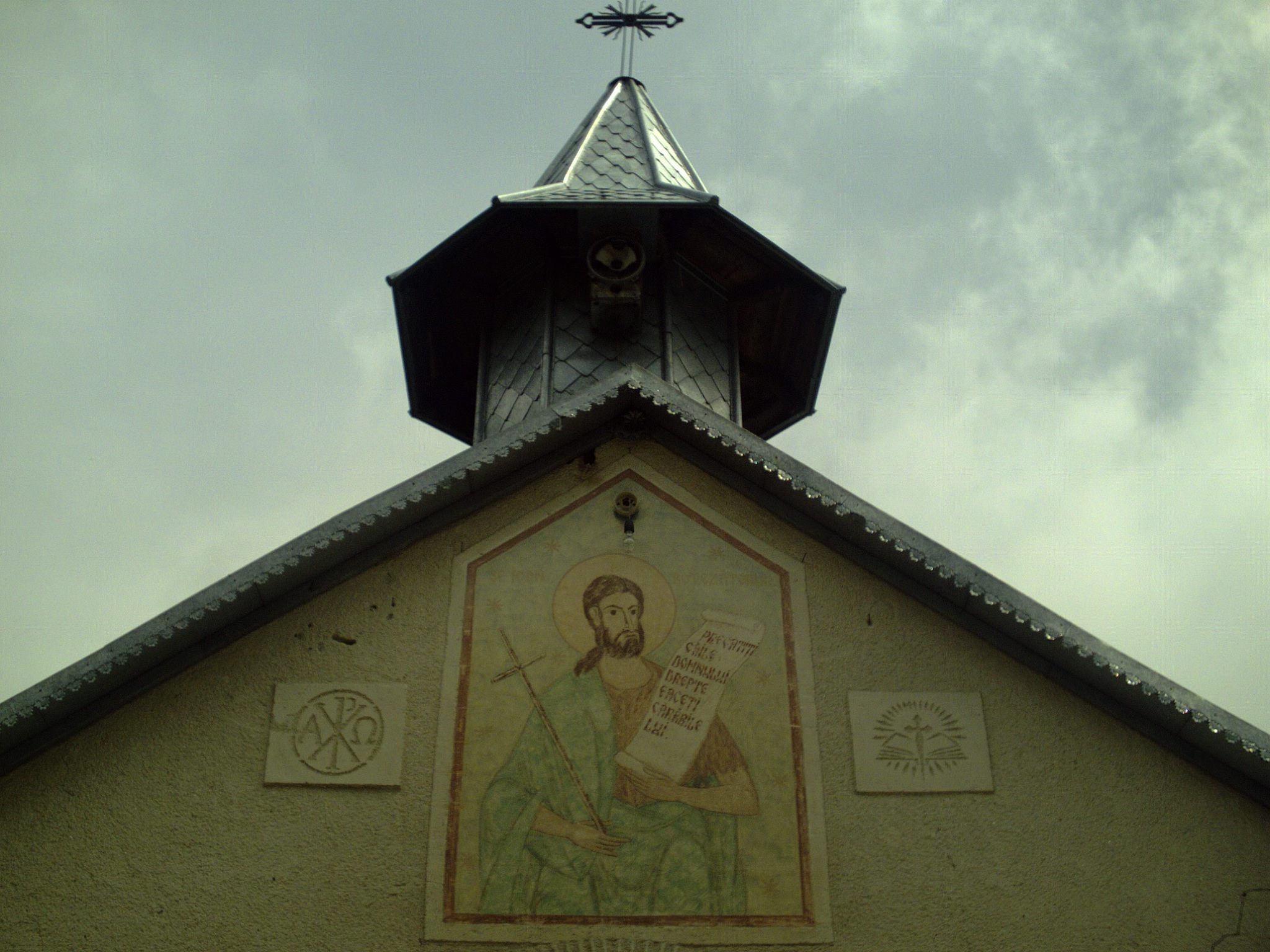
Turla bisericii
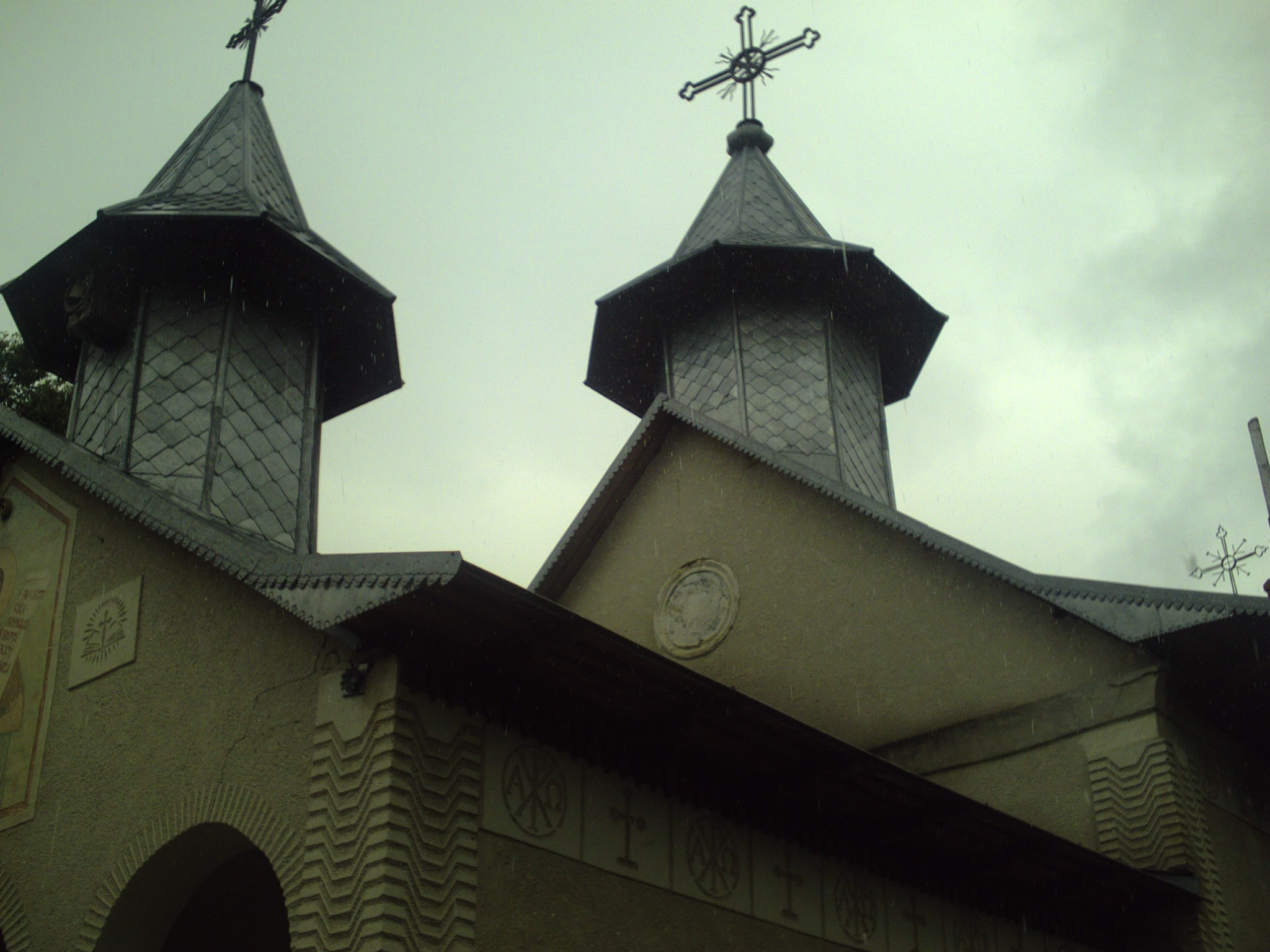
Turle
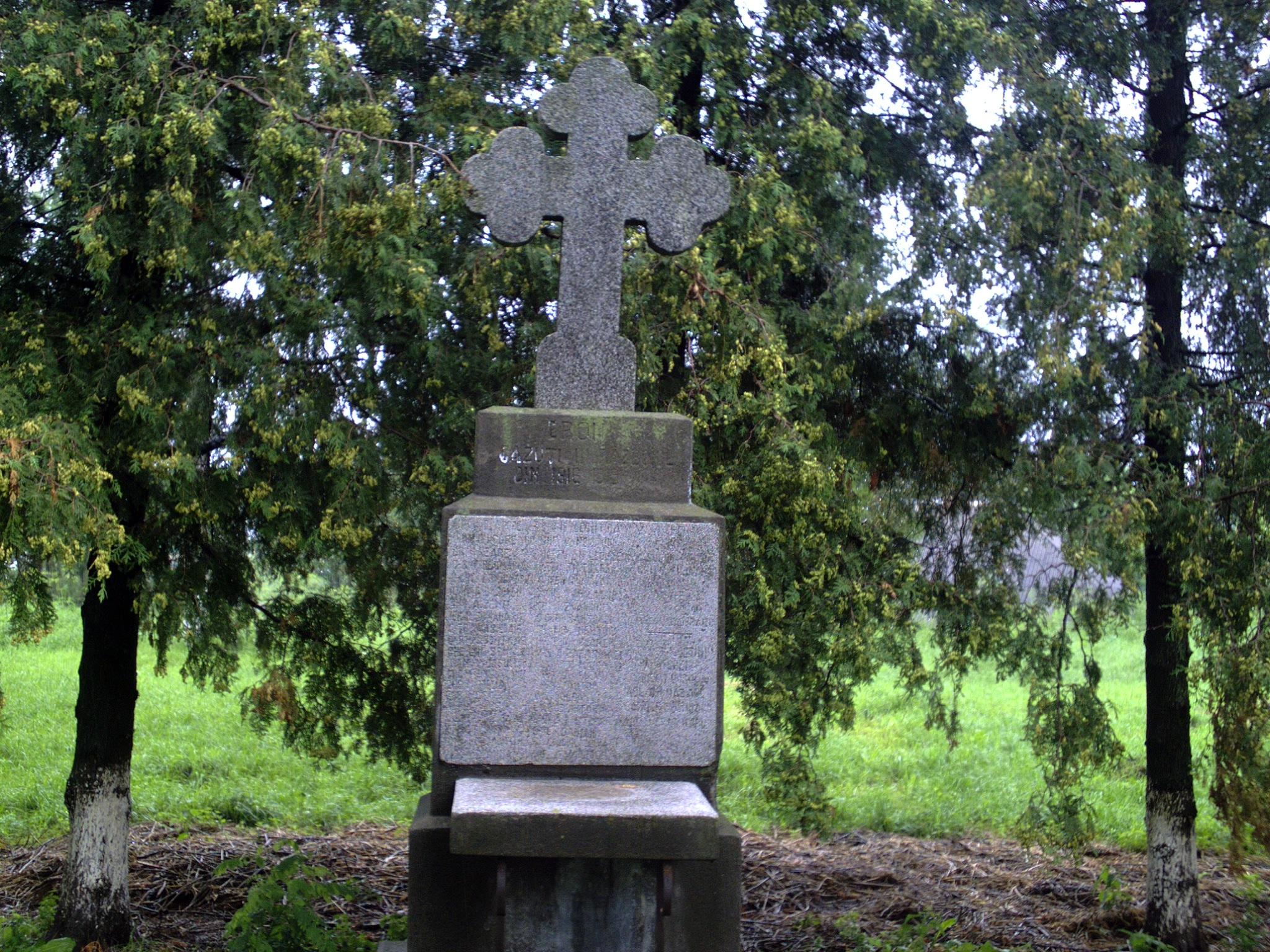
Monumentul Eroilor din curtea bisericii
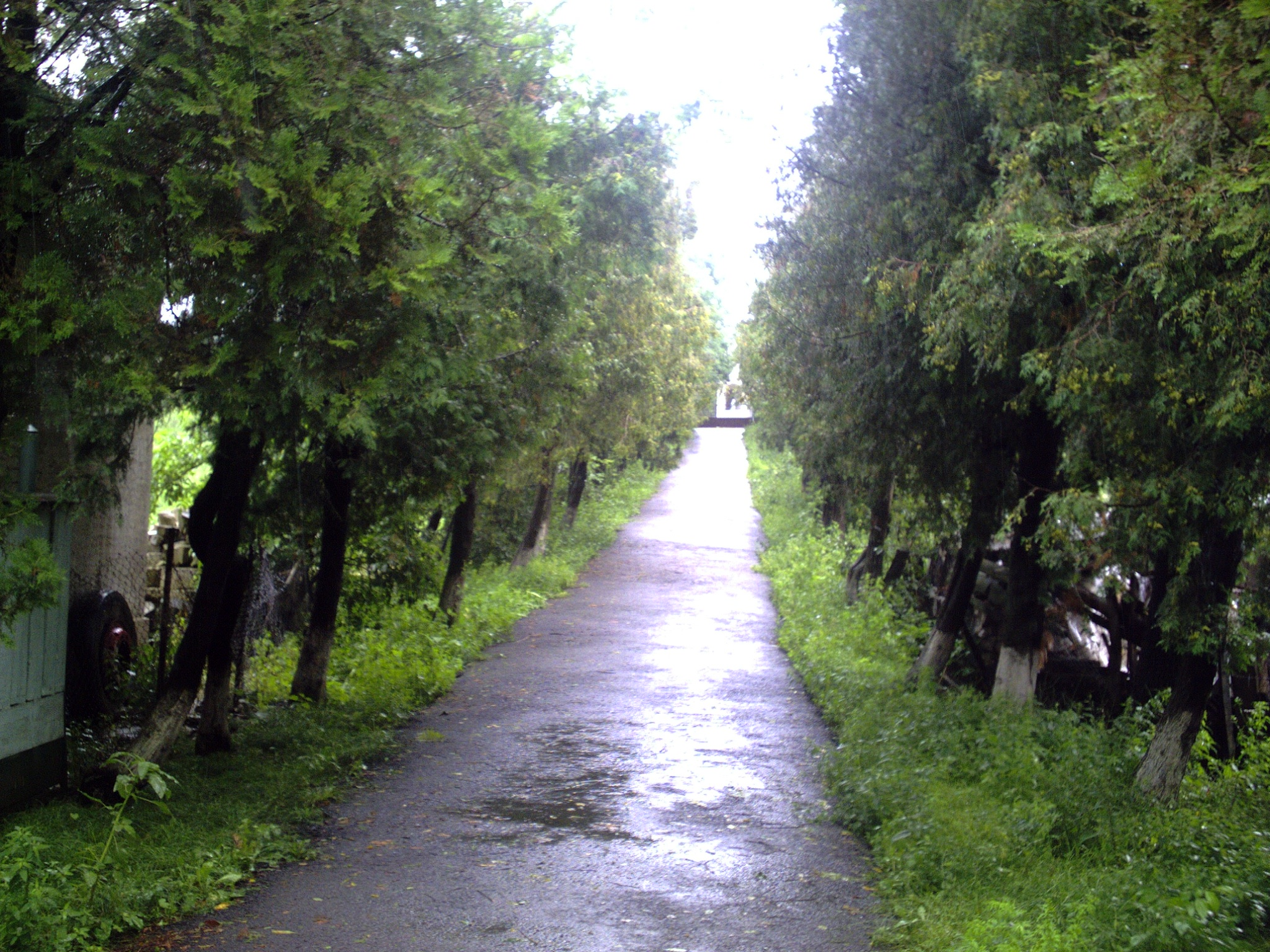
Aleea bisericii